# 2021年の日本シリーズ
2021年の日本シリーズ（2021ねんのにっぽんシリーズ、2021ねんのにほんシリーズ）は、2021年（令和3年）11月20日から11月27日まで行われた東京ヤクルトスワローズ（以下、ヤクルト）とオリックス・バファローズ（以下、オリックス）による第72回日本選手権シリーズ（72nd Nippon Series）である。

## 概要
2014年から8年連続で、NPBパートナーのSMBCグループを冠スポンサーに迎え「SMBC日本シリーズ2021」として開催された。
ヤクルトは6年ぶり8度目、オリックスは25年ぶり13度目のシリーズ出場。オリックスは球団合併後初めての出場となった。
セ・パ両リーグの優勝チーム同士の対戦となるのは2年連続だが、両リーグの優勝チームがともにクライマックスシリーズを勝ち抜き対戦するのは2016年以来5年ぶりとなる。前年度最下位のチームが出場するのは2015年のヤクルト以来、パ・リーグの前年度最下位チームの出場は2001年の大阪近鉄バファローズ以来史上2度目で、今回は両リーグともに前年度最下位のチームが出場するという史上初の事例となったため、当シリーズの勝者は、同時に1960年の大洋ホエールズ以来61年ぶり史上2度目の前年最下位からの日本一となる。
ヤクルトとオリックスの対戦は、1995年以来26年ぶり、オリックスの前身・阪急ブレーブスとヤクルトが対戦した1978年を含め通算3回目となる。またヤクルトは2001年に近鉄と対戦しており、「バファローズ」との対戦はそれ以来20年ぶりとなる。
関東地方に本拠地を置く球団と近畿地方に本拠地を置く球団の日本シリーズは2005年以来16年ぶりで、東京都に本拠地を置く球団と大阪府に本拠地を置く球団の対戦は2001年以来20年ぶりで、その20年前のシリーズで戦った東京都の球団はヤクルトで大阪府の球団は近鉄である。
ヤクルトの高津臣吾監督、オリックスの中嶋聡監督はともに監督として日本シリーズ初出場となるが、1995年の両チームの前回対戦時に選手として出場しており第3戦の延長10回1死無走者の場面で、抑え投手と打者として一度直接対戦している（結果は四球。）。なお、中嶋監督はオリックスの前身である阪急ブレーブス時代に選手として在籍した人物として初めて日本シリーズで監督として指揮を執ることとなった。オリックス在籍経験者を含めても、2005年の日本シリーズに阪神タイガースを率いて出場した岡田彰布監督以来で2人目となる。

### 試合日程
| 日付                                          | 試合   | ビジター球団（先攻）     | スコア | ホーム球団（後攻）       | 開催球場                   |
| --------------------------------------------- | ------ | ------------------------ | ------ | ------------------------ | -------------------------- |
| 11月20日（土）                                | 第1戦  | 東京ヤクルトスワローズ   | 3 - 4x | オリックス・バファローズ | 京セラドーム大阪           |
| 11月21日（日）                                | 第2戦  | 東京ヤクルトスワローズ   | 2 - 0  | オリックス・バファローズ | 京セラドーム大阪           |
| 11月22日（月）                                | 移動日 | 移動日                   | 移動日 | 移動日                   | 移動日                     |
| 11月23日（火）                                | 第3戦  | オリックス・バファローズ | 4 - 5  | 東京ヤクルトスワローズ   | 東京ドーム                 |
| 11月24日（水）                                | 第4戦  | オリックス・バファローズ | 1 - 2  | 東京ヤクルトスワローズ   | 東京ドーム                 |
| 11月25日（木）                                | 第5戦  | オリックス・バファローズ | 6 - 5  | 東京ヤクルトスワローズ   | 東京ドーム                 |
| 11月26日（金）                                | 移動日 | 移動日                   | 移動日 | 移動日                   | 移動日                     |
| 11月27日（土）                                | 第6戦  | 東京ヤクルトスワローズ   | 2 - 1  | オリックス・バファローズ | ほっともっとフィールド神戸 |
| 優勝：東京ヤクルトスワローズ（20年ぶり6回目） |        |                          |        |                          |                            |

※いずれかのチームが4勝先取した時点で、日本シリーズは終了とする。
※第5戦以前に中止試合が発生した場合、第5戦と第6戦の間の移動日は設けない
※パ・リーグのホームゲーム（第1・2・6・7戦）では指名打者制を採用。
※全試合で予告先発は行わない。日本シリーズでの予告先発制非採用は2017年以来4年ぶり。ただし、オリックスのみ中嶋監督が取材時に自主的に予告を行っている。
- 第1戦の山本由伸、第2戦の宮城大弥は試合前日に明言。
- 第3戦は「（試合が）空いたときはやめといた方がいいだろ、負けたときもやめた方がいいだろ」と予告を控えた。
- 第4戦は「明日は山﨑」と「ヤマザキ（山﨑颯一郎）」とも「ヤマサキ（山﨑福也）」とも取れる発音でどちらかが投げるかははっきりとさせず（結果的にこの日は山﨑颯一郎が先発した）。
- 第5戦は「ヤマ」とだけ言い切り、山﨑福也・山本由伸・山岡泰輔・山田修義の誰になるかは明言せず（結果的にこの日は山﨑福也が先発した）。
- 第6戦では第5戦の勝利監督インタビューで「山本由伸でタイに持っていきたい」と前々日にもかかわらず明言。

#### 開催球場について
NPBでは、2021年のNPBレギュラーシーズンが2020東京オリンピックの開催に伴って7月中旬から1ヶ月ほど中断することを前提に、日本シリーズを11月13日から開催することをレギュラーシーズンの開幕前に計画。新型コロナウイルス感染症（COVID-19）流行拡大の影響で前年（2020年）に中止していたセントラル・リーグのクライマックスシリーズを再開することや、前年は1ステージ制で開催していたパシフィック・リーグのクライマックスシリーズを2ステージ制に戻すことも決めていた。
しかし、レギュラーシーズンが開幕してから、新型コロナウイルス（SARS-CoV-2）への感染が一部の球団内で拡大。当該球団における公式戦の延期に加えて、雨天による公式戦の中止も相次いだことから、レギュラーシーズンの日程の消化が当初の予定より遅れていた。上記の事態を受けて、NPBでは中断期間内の7月21日にオーナー会議を開催。その結果、日本シリーズとクライマックスシリーズの開催期間を、当初の計画から1週間延期することが決まった。
実際には東京ヤクルトスワローズとオリックス・バファローズが日本シリーズへ進出したが、両球団の本拠地である球場が他のイベントとの兼ね合いで第3戦以降の試合に使用できないため、当該試合では以下のように対応することが進出前から決まっていた。
- ヤクルトの本拠地である明治神宮野球場[注 10]では、日本シリーズ第1戦 - 第5戦の期間中（11月20日 - 25日）に第52回明治神宮野球大会が開催されるため、セ・リーグ側のホームゲーム（第3戦 - 第5戦）では東京ドームを使用する[11]。ヤクルトが日本シリーズで本拠地以外の球場を使用する事例は、1978年に東京六大学野球秋季リーグ戦との兼ね合いでセ・リーグ側のホームゲーム（第1戦・第2戦・第6戦・第7戦）を後楽園球場（読売ジャイアンツにおける東京ドーム以前の本拠地。スワローズ自体も、「国鉄スワローズ」時代の1952-63年の間登記上の本拠地として使用）で開催して以来43年ぶりである[注 11]。なお、神宮大会が終了した後の第6戦（及び実施されていた場合第7戦）には、神宮球場にてヤクルトのファンクラブ「Swallows CREW」会員5,000人を入れてのパブリックビューイングが実施された[12]。
- オリックスの本拠地である京セラドーム大阪については、パ・リーグ側のホームゲームのうち、第1戦・第2戦で使用することが確定している。ただし、第6戦・第7戦の開催予定日である11月27日・28日がAAAドームツアー大阪公演（26日 - 28日）の日程と重なっているため、当該試合が発生した場合にはほっともっとフィールド神戸（オリックスブルーウェーブ時代の本拠地で「グリーンスタジアム神戸」時代の1995年・1996年のシリーズでも使用）で開催する[11][13]。ただし、雨天中止による順延で結果的に11月29日以後に第6・7戦が順延した場合でも神戸を使用するが、第7戦までで既定の勝利数に満たず第8戦以後が必要であれば京セラドームを使用することが規定されていた。

京セラドームにおける日本シリーズの開催は、名義上の球場名が「大阪ドーム」時代の2001年（当時本拠地として使用していた大阪近鉄バファローズが出場したシリーズ）と、2020年に次いで3回目。2020年の日本シリーズではセ・リーグから読売ジャイアンツ（巨人）が出場したが、本拠地の東京ドームが第91回都市対抗野球大会開催との兼ね合いで使用できないことに伴う特例措置として、セ・リーグ側のホームゲーム（実際には第1戦・第2戦）を京セラドーム大阪で開催していた。
当シリーズの決着が第6戦以降にまで持ち越されることになったため、6球場で開催された1950年の松竹対毎日（神宮、後楽園、甲子園、西宮、中日、大阪）や、1953年の巨人対南海（大阪、後楽園、甲子園）、1962年の東映対阪神（甲子園、神宮、後楽園）に続き、59年ぶり史上4度目の3球場以上を使用する、かつ68年ぶり史上3度目の開催地が3都府県以上に分散する日本シリーズとなった。なお、本来の専用球場からの変更は前年（2020年）の巨人（東京ドーム→京セラドーム大阪）に次ぐ措置だが、双方の専用球場からの変更は初めてになる。
なお、巨人が前年に続き日本シリーズへ進出した場合にはセ・リーグ側のホームゲームを東京ドームで開催することを予定していた。前年と違い、都市対抗野球大会（第92回大会）が第5戦の終了後（11月28日以降）に組まれたことによるものだが、巨人はクライマックスシリーズのファイナルステージで敗退となった。
パ・リーグ側のホームゲームについては、埼玉西武ライオンズが日本シリーズへ進出した場合にも、第6・7戦の球場として福岡PayPayドームを代替利用する可能性があった。西武の本拠地であるメットライフドームでは11月27・28日に『うたの☆プリンスさまっ♪』のライブイベントが開催されることと、前身の西鉄・太平洋クラブ・クラウンライター時代に福岡県を本拠地としていたことにによるものだが、西武によるクライマックスシリーズ進出の可能性が10月13日に消滅したことにより、日本シリーズでメットライフドームを使用しないことが確定した。

#### 開催球場への入場に関する措置
第1戦（京セラドーム大阪）と第3戦（東京ドーム）では、日本政府が2020年からCOVID-19への感染拡大防止策として大規模イベントへの入場者総数（収容人数）を制限してきたことについての技術実証を球場内で実施。一部の観戦エリアを「ワクチン・検査パッケージ」技術実証の対象に指定するとともに、「ワクチン・検査パッケージ」対象者（第1戦は上限5,800名／第3戦は上限6,000名）向けの入場口や対象エリア内における座席指定券（チケット）の料金を他の観戦エリアと別に設定したうえで、両球場における収容人数の上限を緩和した。
第1戦・第3戦の開催に際しては、「ワクチン・検査パッケージ」対象エリア内のチケットの価格を、同等エリアの一般発売向けチケットより安く設定。前者のチケットを購入済みで12歳以上の来場者には、COVID-19ワクチンの2回接種完了日から2週間以上の経過（または来場日から72時間以内に受診したPCR検査での陰性判定）を証明できる文書の原本（またはコピー）と来場者本人の身元を証明できる文書の原本（本人確認証）を「ワクチン・検査パッケージ」対象者向けの入場口で提示することや、来場者登録を専用サイトから済ませたうえで追跡調査（開催日から14日以内に質問票が登録先のメールアドレスへ送信される事後アンケート調査）へ協力することなどを条件に入場を認めていた。「ワクチン・検査パッケージ」対象エリア内のチケットを購入済みで（日本の厚生労働省がワクチン接種の対象から外している）12歳未満の来場者に対しては、上記の条件を全て満たした12歳以上の来場者が同伴していても、「ワクチン・検査パッケージ」対象者向けの入場口で本人確認証の提示を求めた。
第1戦・第3戦以外の試合の開催に際しては、前述した大規模イベントへの入場制限措置を踏まえて、開催球場における入場者の収容率を定員の50%までに制限していた。

### 特別ルール
本年限りの特別ルールによりレギュラーシーズンおよびクライマックスシリーズでは採用されなかった延長戦を実施し、第7戦までは最大延長12回までとする。第8戦以後は基本は延長戦の回数制限はなしとするが、支配下選手の参稼報酬期間の最終日となる11月30日までに大会が終了できるよう、11月29日までの時点で優勝が決定しない場合に限り以下の特別ルールを適用する。なお、第6戦でヤクルトの日本一が決定したため、特別ルールは適用されなかった。
1. 両チームの勝利数が並んだ場合は延長戦は回数無制限とする。
2. 両チームの勝利数が1勝差の場合は延長は12回までとし、この試合をもって勝利数が同じ場合はタイブレーク方式による「優勝決定戦」を開催して優勝チームを決定する。
  1. 正規の試合終了後から20分間インターバルを挟み、新たに出場選手登録と打順表を提出する。
  2. 先攻・後攻は11月30日の試合の通りとする。
  3. 指名打者を適用する。
  4. ノーアウト1・2塁からそのイニングスを行う。
  5. 回数無制限とし、勝敗が決するまで実施する。
  6. タイブレークの個人記録は公式記録へ反映されない。
3. 雨天中止などにより順延が生じた場合は、第1・2戦が中止となった場合はその球場で順延後、1日移動日を挟んで第3戦を行うが、第5・6戦の間の移動日は原則として設けない。ただし両チーム間で当日の移動が困難な場合は第5・6戦の間の移動日も含めてすべて1日ずつ順延する。第7戦で決着が付かず、第8戦を行う場合は、翌日に京セラドーム大阪で第8戦を行い、それでも決着が付かず第9戦も必要となった場合は、さらにその翌日にヤクルトの主管試合（後攻）扱いとして同じ京セラドームで開催する[18]。
4. また11月30日をもってどちらのチームも4勝に満たしていない場合でも以下の通りに優勝チームを決める可能性がある。
  1. 11月29日に開催する場合の条件
    1. 11月28日終了時に勝利数が同じ、ないしは1勝差の場合
    2. 11月28日終了時に勝利数が2勝差であり、29日以後の2試合で勝利数が並ぶ可能性がある場合

  2. 11月30日に開催する場合の条件
    1. 11月29日終了時に勝利数が同じ場合
    2. 11月29日終了時に勝利数が1勝差であり、30日の試合で勝利数が並ぶ可能性がある場合

  3. 勝利数が2勝差以上あり、かつ11月30日以前の試合を行っても一方のチームの勝利数に達しない場合は、その時点で4勝していなくてもそこで大会を打ち切り、その時点で勝利数が多かったチームを優勝チームとする。
  4. さらに大会期間中に新型コロナウイルス感染症対策として、シリーズの継続が不可能となった場合、並びに11月30日の試合が雨天などにより中止となって継続が不可能となった場合（この場合でも12月1日以後には順延せず）には、野球協約日本選手権シリーズ試合規定第8条を適用して大会を打ち切り、この場合でも大会終了時の勝利数が多かったチームを優勝とするが、勝利数が同じ場合は、TQB率（得失点差率=（攻撃1イニングス当たりの得点）-（守備1イニングス当たりの失点））を参考として、それが優れている側のチームを優勝チームとみなす。TQBもタイの場合、ER-TQB（攻撃1イニングス当たりの自責点 - 守備1イニングス当たりの自責点）→チーム打率→チーム出塁率の順でそれが優れている側のチームを優勝チームとみなす。

### クライマックスシリーズからの勝ち上がり表
|  | CS1st                | CS1st |                                                                     |      | CSファイナル         | CSファイナル |                        |        | 日本選手権シリーズ | 日本選手権シリーズ |
|  |                      |       |                                                                     |      |                      |              |                        |        |                    |                    |
|  |                      |       |                                                                     |      |                      |              |                        |        |                    |                    |
|  |                      |       |                                                                     |      |                      |              |                        |        |                    |                    |
|  |                      |       |                                                                     |      |                      |              |                        |        |                    |                    |
|  |                      |       | （6戦4勝制＜含・アドバンテージ1＞） 明治神宮野球場                  |      |                      |              |                        |        |                    |                    |
|  |                      |       |                                                                     |      |                      |              |                        |        |                    |                    |
|  | ヤクルト（セ優勝）   | ☆○○△  |                                                                     |      |                      |              |                        |        |                    |                    |
|  | ヤクルト（セ優勝）   | ☆○○△  | （3戦2勝制） 阪神甲子園球場                                         |      |                      |              |                        |        |                    |                    |
|  |                      |       | 巨人                                                                | ★●●△ |                      |              |                        |        |                    |                    |
|  | 阪神（セ2位）        | ●●    | 巨人                                                                | ★●●△ |                      |              |                        |        |                    |                    |
|  | 阪神（セ2位）        | ●●    | （7戦4勝制） 京セラドーム大阪 東京ドーム ほっともっとフィールド神戸 |      |                      |              |                        |        |                    |                    |
|  | 巨人（セ3位）        | ○○    |                                                                     |      |                      |              |                        |        |                    |                    |
|  | 巨人（セ3位）        | ○○    |                                                                     |      | ヤクルト（セCS優勝） | ●○○○●○       |                        |        |                    |                    |
|  |                      |       |                                                                     |      | ヤクルト（セCS優勝） | ●○○○●○       |                        |        |                    |                    |
|  |                      |       |                                                                     |      |                      |              | オリックス（パCS優勝） | ○●●●○● |                    |                    |
|  |                      |       |                                                                     |      |                      |              | オリックス（パCS優勝） | ○●●●○● |                    |                    |
|  |                      |       | （6戦4勝制＜含・アドバンテージ1＞） 京セラドーム大阪                |      |                      |              |                        |        |                    |                    |
|  |                      |       |                                                                     |      |                      |              |                        |        |                    |                    |
|  | オリックス（パ優勝） | ☆○○△  |                                                                     |      |                      |              |                        |        |                    |                    |
|  | オリックス（パ優勝） | ☆○○△  | （3戦2勝制） ZOZOマリンスタジアム                                   |      |                      |              |                        |        |                    |                    |
|  |                      |       | ロッテ                                                              | ★●●△ |                      |              |                        |        |                    |                    |
|  | ロッテ（パ2位）      | ○△    | ロッテ                                                              | ★●●△ |                      |              |                        |        |                    |                    |
|  | ロッテ（パ2位）      | ○△    |                                                                     |      |                      |              |                        |        |                    |                    |
|  | 楽天（パ3位）        | ●△    |                                                                     |      |                      |              |                        |        |                    |                    |
|  | 楽天（パ3位）        | ●△    |                                                                     |      |                      |              |                        |        |                    |                    |

☆・★=クライマックスシリーズ・ファイナルのアドバンテージ1勝・1敗分

#### 試合開始時刻
全試合18:00開始。

## 出場資格者
| オリックス・バファローズ | オリックス・バファローズ | オリックス・バファローズ   | オリックス・バファローズ | オリックス・バファローズ |
| 役職                     | 背番号                   | 名前                       | 投                       | 打                       |
| ------------------------ | ------------------------ | -------------------------- | ------------------------ | ------------------------ |
| 監督                     | 78                       | 中嶋聡                     | -                        | -                        |
| コーチ                   | 88                       | 水本勝己（ヘッド）         | -                        | -                        |
| コーチ                   | 73                       | 高山郁夫（投手）           | -                        | -                        |
| コーチ                   | 26                       | 能見篤史（投手）           | -                        | -                        |
| コーチ                   | 77                       | 梵英心（打撃）             | -                        | -                        |
| コーチ                   | 79                       | 辻竜太郎（打撃）           | -                        | -                        |
| コーチ                   | 76                       | 風岡尚幸（内野守備・走塁） | -                        | -                        |
| コーチ                   | 81                       | 田口壮（外野守備・走塁）   | -                        | -                        |
| コーチ                   | 87                       | 齋藤俊雄（バッテリー）     | -                        | -                        |
| 投手                     | 11                       | 山﨑福也                   | 左                       | 左                       |
| 投手                     | 13                       | 宮城大弥                   | 左                       | 左                       |
| 投手                     | 16                       | 平野佳寿                   | 右                       | 右                       |
| 投手                     | 17                       | 増井浩俊                   | 右                       | 右                       |
| 投手                     | 18                       | 山本由伸                   | 右                       | 右                       |
| 投手                     | 19                       | 山岡泰輔                   | 右                       | 左                       |
| 投手                     | 21                       | 竹安大知                   | 右                       | 右                       |
| 投手                     | 26                       | 能見篤史                   | 左                       | 左                       |
| 投手                     | 28                       | 富山凌雅                   | 左                       | 左                       |
| 投手                     | 29                       | 田嶋大樹                   | 左                       | 左                       |
| 投手                     | 30                       | K-鈴木                     | 右                       | 右                       |
| 投手                     | 35                       | 比嘉幹貴                   | 右                       | 右                       |
| 投手                     | 47                       | 海田智行                   | 左                       | 左                       |
| 投手                     | 52                       | タイラー・ヒギンス         | 右                       | 右                       |
| 投手                     | 56                       | グレン・スパークマン       | 右                       | 右                       |
| 投手                     | 57                       | 山田修義                   | 左                       | 左                       |
| 投手                     | 59                       | セサル・バルガス           | 右                       | 右                       |
| 投手                     | 63                       | 山﨑颯一郎                 | 右                       | 右                       |
| 投手                     | 66                       | 吉田凌                     | 右                       | 右                       |
| 捕手                     | 2                        | 若月健矢                   | 右                       | 右                       |
| 捕手                     | 23                       | 伏見寅威                   | 右                       | 右                       |
| 捕手                     | 33                       | 松井雅人                   | 右                       | 左                       |
| 捕手                     | 44                       | 頓宮裕真                   | 右                       | 右                       |
| 内野手                   | 3                        | 安達了一                   | 右                       | 右                       |
| 内野手                   | 4                        | 福田周平                   | 右                       | 左                       |
| 内野手                   | 5                        | 西野真弘                   | 右                       | 左                       |
| 内野手                   | 24                       | 紅林弘太郎                 | 右                       | 右                       |
| 内野手                   | 31                       | 太田椋                     | 右                       | 右                       |
| 内野手                   | 36                       | 山足達也                   | 右                       | 右                       |
| 内野手                   | 40                       | 大下誠一郎                 | 右                       | 右                       |
| 内野手                   | 42                       | ランヘル・ラベロ           | 右                       | 右                       |
| 外野手                   | 1                        | スティーブン・モヤ         | 右                       | 左                       |
| 外野手                   | 6                        | 宗佑磨                     | 右                       | 左                       |
| 外野手                   | 8                        | 後藤駿太                   | 右                       | 左                       |
| 外野手                   | 10                       | アダム・ジョーンズ         | 右                       | 右                       |
| 外野手                   | 34                       | 吉田正尚                   | 右                       | 左                       |
| 外野手                   | 41                       | 佐野皓大                   | 右                       | 両                       |
| 外野手                   | 50                       | 小田裕也                   | 右                       | 左                       |
| 外野手                   | 55                       | T-岡田                     | 右                       | 左                       |
| 外野手                   | 99                       | 杉本裕太郎                 | 右                       | 右                       |

| 東京ヤクルトスワローズ | 東京ヤクルトスワローズ | 東京ヤクルトスワローズ   | 東京ヤクルトスワローズ | 東京ヤクルトスワローズ |
| 役職                   | 背番号                 | 名前                     | 投                     | 打                     |
| ---------------------- | ---------------------- | ------------------------ | ---------------------- | ---------------------- |
| 監督                   | 22                     | 高津臣吾                 | -                      | -                      |
| コーチ                 | 76                     | 宮出隆自（ヘッド）       | -                      | -                      |
| コーチ                 | 89                     | 伊藤智仁（投手）         | -                      | -                      |
| コーチ                 | 98                     | 石井弘寿（投手）         | -                      | -                      |
| コーチ                 | 74                     | 杉村繁（打撃）           | -                      | -                      |
| コーチ                 | 82                     | 松元ユウイチ（打撃）     | -                      | -                      |
| コーチ                 | 75                     | 森岡良介（内野守備走塁） | -                      | -                      |
| コーチ                 | 73                     | 福地寿樹（外野守備走塁） | -                      | -                      |
| コーチ                 | 83                     | 衣川篤史（バッテリー）   | -                      | -                      |
| 投手                   | 11                     | 奥川恭伸                 | 右                     | 右                     |
| 投手                   | 12                     | 石山泰稚                 | 右                     | 右                     |
| 投手                   | 14                     | 高梨裕稔                 | 右                     | 右                     |
| 投手                   | 16                     | 原樹理                   | 右                     | 右                     |
| 投手                   | 17                     | 清水昇                   | 右                     | 左                     |
| 投手                   | 19                     | 石川雅規                 | 左                     | 左                     |
| 投手                   | 24                     | 星知弥                   | 右                     | 右                     |
| 投手                   | 26                     | 坂本光士郎               | 左                     | 左                     |
| 投手                   | 29                     | 小川泰弘                 | 右                     | 右                     |
| 投手                   | 34                     | 田口麗斗                 | 左                     | 左                     |
| 投手                   | 37                     | スコット・マクガフ       | 右                     | 右                     |
| 投手                   | 43                     | アルバート・スアレス     | 右                     | 右                     |
| 投手                   | 44                     | 大西広樹                 | 右                     | 右                     |
| 投手                   | 47                     | 高橋奎二                 | 左                     | 左                     |
| 投手                   | 48                     | 金久保優斗               | 右                     | 左                     |
| 投手                   | 64                     | 大下佑馬                 | 右                     | 左                     |
| 投手                   | 69                     | 今野龍太                 | 右                     | 右                     |
| 捕手                   | 2                      | 中村悠平                 | 右                     | 右                     |
| 捕手                   | 30                     | 西田明央                 | 右                     | 右                     |
| 捕手                   | 45                     | 嶋基宏                   | 右                     | 右                     |
| 捕手                   | 57                     | 古賀優大                 | 右                     | 右                     |
| 内野手                 | 1                      | 山田哲人                 | 右                     | 右                     |
| 内野手                 | 3                      | 西浦直亨                 | 右                     | 右                     |
| 内野手                 | 5                      | 川端慎吾                 | 右                     | 左                     |
| 内野手                 | 6                      | 元山飛優                 | 右                     | 左                     |
| 内野手                 | 7                      | 内川聖一                 | 右                     | 右                     |
| 内野手                 | 10                     | 荒木貴裕                 | 右                     | 右                     |
| 内野手                 | 13                     | ホセ・オスナ             | 右                     | 右                     |
| 内野手                 | 39                     | 宮本丈                   | 右                     | 左                     |
| 内野手                 | 46                     | 太田賢吾                 | 右                     | 左                     |
| 内野手                 | 55                     | 村上宗隆                 | 右                     | 左                     |
| 内野手                 | 58                     | 長岡秀樹                 | 右                     | 左                     |
| 内野手                 | 66                     | 吉田大成                 | 右                     | 左                     |
| 外野手                 | 0                      | 並木秀尊                 | 右                     | 右                     |
| 外野手                 | 9                      | 塩見泰隆                 | 右                     | 右                     |
| 外野手                 | 23                     | 青木宣親                 | 右                     | 左                     |
| 外野手                 | 25                     | ドミンゴ・サンタナ       | 右                     | 右                     |
| 外野手                 | 31                     | 山崎晃大朗               | 左                     | 左                     |
| 外野手                 | 42                     | 坂口智隆                 | 右                     | 左                     |
| 外野手                 | 49                     | 渡邉大樹                 | 右                     | 右                     |

## 試合結果
| 日付                                          | 試合   | ビジター球団（先攻）     | スコア | ホーム球団（後攻）       | 開催球場                   |
| --------------------------------------------- | ------ | ------------------------ | ------ | ------------------------ | -------------------------- |
| 11月20日（土）                                | 第1戦  | 東京ヤクルトスワローズ   | 3 - 4x | オリックス・バファローズ | 京セラドーム大阪           |
| 11月21日（日）                                | 第2戦  | 東京ヤクルトスワローズ   | 2 - 0  | オリックス・バファローズ | 京セラドーム大阪           |
| 11月22日（月）                                | 移動日 | 移動日                   | 移動日 | 移動日                   | 移動日                     |
| 11月23日（火）                                | 第3戦  | オリックス・バファローズ | 4 - 5  | 東京ヤクルトスワローズ   | 東京ドーム                 |
| 11月24日（水）                                | 第4戦  | オリックス・バファローズ | 1 - 2  | 東京ヤクルトスワローズ   | 東京ドーム                 |
| 11月25日（木）                                | 第5戦  | オリックス・バファローズ | 6 - 5  | 東京ヤクルトスワローズ   | 東京ドーム                 |
| 11月26日（金）                                | 移動日 | 移動日                   | 移動日 | 移動日                   | 移動日                     |
| 11月27日（土）                                | 第6戦  | 東京ヤクルトスワローズ   | 2 - 1  | オリックス・バファローズ | ほっともっとフィールド神戸 |
| 優勝：東京ヤクルトスワローズ（20年ぶり6回目） |        |                          |        |                          |                            |

### 第1戦
|            | 1 | 2 | 3 | 4 | 5 | 6 | 7 | 8 | 9  | R | H  | E |
| ---------- | - | - | - | - | - | - | - | - | -- | - | -- | - |
| ヤクルト   | 0 | 0 | 0 | 0 | 0 | 1 | 0 | 2 | 0  | 3 | 9  | 0 |
| オリックス | 0 | 0 | 0 | 0 | 0 | 0 | 1 | 0 | 3x | 4 | 10 | 1 |

1. ヤ：奥川（7回）、清水（1回）、マクガフ（0回 0/3）
2. オ：山本（6回）、吉田凌（1回）、ヒギンス（1回）、比嘉（1回）
3. 勝利：比嘉（1勝）
4. 敗戦：マクガフ（1敗）
5. 本塁打
ヤ：村上1号（8回2ラン・ヒギンス）
オ：モヤ1号（7回ソロ・奥川）
6. 審判
［球審］深谷
［塁審］白井（1B）、西本（2B）、山路（3B）
［外審］吉本（LL）、牧田（RL）
7. 開始：18時5分、試合時間：3時間46分[21]

打順
| ヤクルト | ヤクルト | ヤクルト   | ヤクルト | ヤクルト | ヤクルト | ヤクルト | ヤクルト | ヤクルト | ヤクルト | ヤクルト |
| 打 順    | 守 備    | 選 手      | 打 席    | 得 点    | 安 打    | 打 点    | 盗 塁    | 犠 打    | 四 死 球 | 三 振    |
| -------- | -------- | ---------- | -------- | -------- | -------- | -------- | -------- | -------- | -------- | -------- |
| 1        | （中）   | 塩見泰隆   | 5        | 0        | 1        | 0        | 0        | 0        | 0        | 1        |
| 2        | （左）   | 青木宣親   | 5        | 0        | 1        | 0        | 0        | 0        | 0        | 2        |
|          | 右       | 渡邉大樹   | 0        | 0        | 0        | 0        | 0        | 0        | 0        | 0        |
| 3        | （二）   | 山田哲人   | 4        | 2        | 1        | 0        | 0        | 0        | 1        | 2        |
| 4        | （三）   | 村上宗隆   | 4        | 1        | 2        | 2        | 0        | 0        | 0        | 0        |
| 5        | （指）   | D.サンタナ | 3        | 0        | 0        | 0        | 0        | 0        | 1        | 1        |
| 6        | （捕）   | 中村悠平   | 4        | 0        | 2        | 1        | 0        | 0        | 0        | 2        |
| 7        | （一）   | J.オスナ   | 4        | 0        | 1        | 0        | 0        | 0        | 0        | 1        |
|          | 走一     | 荒木貴裕   | 0        | 0        | 0        | 0        | 0        | 0        | 0        | 0        |
| 8        | （右）   | 宮本丈     | 1        | 0        | 0        | 0        | 0        | 0        | 0        | 1        |
|          | 打右左   | 山崎晃大朗 | 2        | 0        | 0        | 0        | 0        | 0        | 1        | 1        |
| 9        | （遊）   | 西浦直亨   | 4        | 0        | 1        | 0        | 0        | 0        | 0        | 2        |

| オリックス | オリックス | オリックス   | オリックス | オリックス | オリックス | オリックス | オリックス | オリックス | オリックス | オリックス |
| 打 順      | 守 備      | 選 手        | 打 席      | 得 点      | 安 打      | 打 点      | 盗 塁      | 犠 打      | 四 死 球   | 三 振      |
| ---------- | ---------- | ------------ | ---------- | ---------- | ---------- | ---------- | ---------- | ---------- | ---------- | ---------- |
| 1          | （中）     | 福田周平     | 4          | 1          | 1          | 0          | 0          | 1          | 0          | 0          |
| 2          | （三）     | 宗佑磨       | 4          | 0          | 2          | 2          | 0          | 0          | 1          | 0          |
| 3          | （指）     | 吉田正尚     | 5          | 0          | 1          | 1          | 0          | 0          | 0          | 0          |
| 4          | （右）     | 杉本裕太郎   | 4          | 0          | 0          | 0          | 0          | 0          | 0          | 3          |
| 5          | （一）     | T-岡田       | 4          | 0          | 1          | 0          | 0          | 0          | 0          | 1          |
| 6          | （二）     | 安達了一     | 3          | 0          | 1          | 0          | 0          | 0          | 1          | 0          |
| 7          | （左）     | R.ラベロ     | 3          | 0          | 0          | 0          | 0          | 0          | 1          | 1          |
| 8          | （遊）     | 紅林弘太郎   | 4          | 1          | 2          | 0          | 0          | 0          | 0          | 0          |
| 9          | （捕）     | 若月健矢     | 2          | 0          | 1          | 0          | 0          | 0          | 0          | 0          |
|            | 打         | S.モヤ       | 1          | 1          | 1          | 1          | 0          | 0          | 0          | 0          |
|            | 捕         | 伏見寅威     | 0          | 0          | 0          | 0          | 0          | 0          | 0          | 0          |
|            | 打         | A.ジョーンズ | 0          | 0          | 0          | 0          | 0          | 0          | 1          | 0          |
|            | 走         | 佐野皓大     | 0          | 1          | 0          | 0          | 0          | 0          | 0          | 0          |

投手
| ヤクルト | ヤクルト   | ヤクルト | ヤクルト | ヤクルト | ヤクルト    | ヤクルト | ヤクルト | ヤクルト | ヤクルト | ヤクルト |
| 選 手    | 選 手      | 打 者    | 投 球 回 | 被 安 打 | 被 本 塁 打 | 与 四 球 | 与 死 球 | 奪 三 振 | 失 点    | 自 責 点 |
| -------- | ---------- | -------- | -------- | -------- | ----------- | -------- | -------- | -------- | -------- | -------- |
|          | 奥川恭伸   | 29       | 7.0      | 6        | 1           | 2        | 0        | 3        | 1        | 1        |
| H        | 清水昇     | 5        | 1.0      | 1        | 0           | 1        | 0        | 2        | 0        | 0        |
| 敗       | S.マクガフ | 5        | 0.0      | 3        | 0           | 1        | 0        | 0        | 3        | 3        |

| オリックス | オリックス | オリックス | オリックス | オリックス | オリックス  | オリックス | オリックス | オリックス | オリックス | オリックス |
| 選 手      | 選 手      | 打 者      | 投 球 回   | 被 安 打   | 被 本 塁 打 | 与 四 球   | 与 死 球   | 奪 三 振   | 失 点      | 自 責 点   |
| ---------- | ---------- | ---------- | ---------- | ---------- | ----------- | ---------- | ---------- | ---------- | ---------- | ---------- |
|            | 山本由伸   | 25         | 6.0        | 5          | 0           | 2          | 0          | 9          | 1          | 1          |
|            | 吉田凌     | 4          | 1.0        | 1          | 0           | 0          | 0          | 2          | 0          | 0          |
|            | T.ヒギンス | 7          | 1.0        | 3          | 1           | 1          | 0          | 2          | 2          | 2          |
| 勝         | 比嘉幹貴   | 3          | 1.0        | 0          | 0           | 0          | 0          | 2          | 0          | 0          |

オリックスの先発は今季パ・リーグ投手五冠を達成した絶対的エースの山本、一方ヤクルトの先発はシーズン後半に調子を上げ、クライマックスシリーズでも好投し、MVPを獲得した20歳の若手投手・奥川。
ヤクルトは2回表に2死1,2塁、3回表には1死1,2塁のチャンスを作るも無得点に終わる。一方のオリックスは2回裏に2死1,2塁のチャンスで若月が適時打性の当たりを放つが、宮本の好プレーに阻まれ、5回裏の2死1,2塁のチャンスは、吉田正が中飛に倒れ無得点。序盤から両チームとも一打先制のチャンスを作るもあと1本が出ず、膠着状態が続いた。
6回表、ヤクルトは山田とサンタナの四球で1死1,2塁とし、中村の中前適時打で先制に成功した。しかし、オリックスは7回裏、1死から代打・モヤのライトへのソロ本塁打で同点。それでもヤクルトは直後の8回表、オリックスの3番手・ヒギンスから無死1塁とすると、村上がセンターへ2点本塁打を放ち、3-1と勝ち越しに成功した。そのまま2点ビハインドで9回裏を迎えたオリックスは、ヤクルトの守護神・マクガフを攻め、先頭の紅林が安打、代打・ジョーンズが四球、さらに続く福田は犠打でマクガフのフィルダースチョイスを誘い、無死満塁のチャンスを作ると、続く宗が中前2点適時打を放ち、同点とする。さらに無死1,2塁から吉田正がサヨナラの中越適時二塁打を放ち、オリックスが勝利した。
勝ったオリックスは9回に打線が繋がり、逆転サヨナラ勝利で初戦を飾った。一方敗れたヤクルトは奥川が7回1失点の好投の後、村上の2点本塁打で勝ち越すも、クローザーのマクガフが誤算で逆転を許し、初戦を落とした。
日本シリーズでのサヨナラゲームは2018年第5戦以来日本シリーズ史上40度目で、令和時代では初めて。オリックスとしては前身の阪急時代の1969年・対巨人第2戦での長池徳士の適時打以来52年ぶり2度目のサヨナラ打。逆転サヨナラは2009年第5戦以来で、9回表終了時2点差からの9回裏逆転サヨナラ勝利は、1950年第3戦の松竹ロビンス（対毎日オリオンズ、甲子園）以来、71年ぶり史上2度目となった。
一方のヤクルトは、9回で終了した試合としては日本シリーズ史上最多となる15三振、2013年第2戦の読売ジャイアンツ以来、8年ぶり9度目となる毎回三振を喫した。
なお、オリックスの勝利により、パ・リーグ代表チームの日本シリーズにおける連勝記録が13、パ・リーグ主催試合における連勝記録が20にそれぞれ伸びた（いずれも日本シリーズ新記録）。また、パ・リーグ代表の通算勝利数が210となり、セ・リーグ代表に対する勝ち越しが過去最多の8となった。更に本拠地京セラドーム大阪でホームチームが勝利を収めたのは、オリックスの傍系の大阪近鉄バファローズが出場した2001年の日本シリーズ以来20年ぶりの事であり、奇しくも相手は同じくヤクルトであった。

### 第2戦
|            | 1 | 2 | 3 | 4 | 5 | 6 | 7 | 8 | 9 | R | H | E |
| ---------- | - | - | - | - | - | - | - | - | - | - | - | - |
| ヤクルト   | 0 | 0 | 0 | 0 | 0 | 0 | 0 | 1 | 1 | 2 | 6 | 0 |
| オリックス | 0 | 0 | 0 | 0 | 0 | 0 | 0 | 0 | 0 | 0 | 5 | 1 |

1. ヤ：高橋（9回）
2. オ：宮城（7回2/3）、吉田凌（0回1/3）、バルガス（1回）
3. 勝利：高橋（1勝）
4. 敗戦：宮城（1敗）
5. 審判
［球審］山路
［塁審］西本（1B）、吉本（2B）、牧田（3B）
［外審］有隅（LL）、白井 (RR)
6. 開始：18時4分、試合時間：2時間56分[24]

打順
| ヤクルト | ヤクルト | ヤクルト   | ヤクルト | ヤクルト | ヤクルト | ヤクルト | ヤクルト | ヤクルト | ヤクルト | ヤクルト | ヤクルト |
| 打 順    | 守 備    | 選 手      | 打 席    | 得 点    | 安 打    | 打 点    | 盗 塁    | 犠 打    | 四 死 球 | 三 振    |          |
| -------- | -------- | ---------- | -------- | -------- | -------- | -------- | -------- | -------- | -------- | -------- | -------- |
| 1        | （中）   | 塩見泰隆   | 4        | 0        | 1        | 0        | 0        | 0        | 0        | 2        |          |
| 2        | （左）   | 青木宣親   | 4        | 0        | 1        | 1        | 0        | 0        | 0        | 0        |          |
|          | 走右     | 渡邉大樹   | 0        | 0        | 0        | 0        | 0        | 0        | 0        | 0        |          |
| 3        | （二）   | 山田哲人   | 4        | 0        | 0        | 0        | 0        | 0        | 0        | 3        |          |
| 4        | （三）   | 村上宗隆   | 4        | 0        | 1        | 0        | 0        | 0        | 0        | 0        |          |
| 5        | （指）   | D.サンタナ | 4        | 0        | 0        | 0        | 0        | 0        | 1        | 0        |          |
|          | 走指     | 元山飛優   | 0        | 1        | 0        | 0        | 0        | 0        | 0        | 0        |          |
| 6        | （捕）   | 中村悠平   | 4        | 0        | 0        | 0        | 0        | 1        | 0        | 2        |          |
| 7        | （一）   | J.オスナ   | 4        | 0        | 1        | 0        | 0        | 0        | 0        | 1        |          |
|          | 走一     | 荒木貴裕   | 0        | 0        | 0        | 0        | 0        | 0        | 0        | 0        |          |
| 8        | （遊）   | 西浦直亨   | 4        | 1        | 1        | 0        | 0        | 0        | 1        | 0        |          |
| 9        | （右）   | 坂口智隆   | 3        | 0        | 1        | 0        | 0        | 0        | 0        | 0        |          |
|          | 左       | 山崎晃大朗 | 0        | 0        | 0        | 0        | 0        | 0        | 0        | 0        |          |

| オリックス | オリックス | オリックス   | オリックス | オリックス | オリックス | オリックス | オリックス | オリックス | オリックス | オリックス | オリックス |
| 打 順      | 守 備      | 選 手        | 打 席      | 得 点      | 安 打      | 打 点      | 盗 塁      | 犠 打      | 四 死 球   | 三 振      |            |
| ---------- | ---------- | ------------ | ---------- | ---------- | ---------- | ---------- | ---------- | ---------- | ---------- | ---------- | ---------- |
| 1          | （中）     | 福田周平     | 4          | 0          | 0          | 0          | 0          | 0          | 0          | 0          |            |
| 2          | （三）     | 宗佑磨       | 4          | 0          | 1          | 0          | 0          | 0          | 0          | 1          |            |
| 3          | （指）     | 吉田正尚     | 4          | 0          | 0          | 0          | 0          | 0          | 0          | 1          |            |
| 4          | （右）     | 杉本裕太郎   | 4          | 0          | 2          | 0          | 0          | 0          | 0          | 0          |            |
| 5          | （左）     | R.ラベロ     | 3          | 0          | 0          | 0          | 0          | 0          | 0          | 0          |            |
|            | 左         | 小田裕也     | 0          | 0          | 0          | 0          | 0          | 0          | 0          | 0          |            |
|            | 打         | A.ジョーンズ | 1          | 0          | 0          | 0          | 0          | 0          | 0          | 1          |            |
| 6          | （一）     | S.モヤ       | 3          | 0          | 1          | 0          | 0          | 0          | 0          | 1          |            |
| 7          | （遊）     | 紅林弘太郎   | 3          | 0          | 1          | 0          | 0          | 0          | 1          | 1          |            |
| 8          | （捕）     | 伏見寅威     | 3          | 0          | 0          | 0          | 0          | 1          | 0          | 0          |            |
| 9          | （二）     | 安達了一     | 3          | 0          | 0          | 0          | 0          | 0          | 2          | 0          |            |

投手
| ヤクルト | ヤクルト | ヤクルト | ヤクルト | ヤクルト | ヤクルト    | ヤクルト | ヤクルト | ヤクルト | ヤクルト | ヤクルト |
| 選 手    | 選 手    | 打 者    | 投 球 回 | 被 安 打 | 被 本 塁 打 | 与 四 球 | 与 死 球 | 奪 三 振 | 失 点    | 自 責 点 |
| -------- | -------- | -------- | -------- | -------- | ----------- | -------- | -------- | -------- | -------- | -------- |
| 勝       | 高橋奎二 | 32       | 9.0      | 5        | 0           | 2        | 0        | 5        | 0        | 0        |

| オリックス | オリックス | オリックス | オリックス | オリックス | オリックス  | オリックス | オリックス | オリックス | オリックス | オリックス |
| 選 手      | 選 手      | 打 者      | 投 球 回   | 被 安 打   | 被 本 塁 打 | 与 四 球   | 与 死 球   | 奪 三 振   | 失 点      | 自 責 点   |
| ---------- | ---------- | ---------- | ---------- | ---------- | ----------- | ---------- | ---------- | ---------- | ---------- | ---------- |
| 敗         | 宮城大弥   | 29         | 7.2        | 5          | 0           | 1          | 0          | 7          | 1          | 1          |
|            | 吉田凌     | 1          | 0.1        | 0          | 0           | 0          | 0          | 1          | 0          | 0          |
|            | C.バルガス | 5          | 1.0        | 1          | 0           | 1          | 0          | 0          | 1          | 0          |

オリックスの先発は今季13勝を挙げ、先発2番手として年間を通し、活躍した高卒2年目の左腕・宮城、一方ヤクルトの先発はシーズン中盤から先発ローテ入りを果たし4勝を挙げた高橋。
オリックスの先発・宮城はヤクルト打線を相手に6回表1死まで完全試合ペースという好投を見せ、一方のヤクルトの先発・高橋も、5回まで毎回走者を背負うも得点を許さず、終盤まで0-0の投手戦となった。
試合が動いたのは8回表。ヤクルトは1死から、西浦がこの試合初の四球で出塁。2死後、塩見の安打で1,2塁とすると、青木がセンターへ詰まりながらも適時打を放ち、先制点を挙げた。続く2死1,3塁のピンチは宮城から交代した2番手・吉田凌が山田を三振に取り、凌いだ。
9回表、ヤクルトは1死からオリックスの3番手・バルガスを攻め、2死2塁のチャンスを作ると、オスナの右前安打を右翼手・杉本がファンブルする間に2塁走者の代走元山が本塁に生還し、貴重な2点目を挙げた。
8回まで122球を投じていた高橋は9回裏もそのままマウンドに上がり、3番・吉田正を遊直、4番・杉本を右飛、代打・ジョーンズを三振に切って取り、自己最多の133球完封勝利で試合を締めくくった。
敗れたオリックスは5回まで毎回安打で走者を出し、3回と5回には得点圏に走者を進めながらも先制ならず、さらに6回以降は無安打、出塁すら安達の四球のみと完全に抑えられ、好投の宮城を援護できなかった。第1戦で無安打に終わった杉本がこの日両チーム唯一の複数安打を放ったものの、先頭打者の福田、主軸の吉田、ラベロが無安打に終わったことも響いた。
高橋は9回5安打無失点5奪三振の完封勝利。初登板初完封は2008年第4戦の岸孝之（当時西武）以来、シリーズ史上13年ぶり13人目。ヤクルトの選手が日本シリーズで完封勝利を挙げるのは1978年第7戦の松岡弘、1997年第1戦の石井一久以来3人目で、初登板初完封は球団史上初。また、公式戦で完封勝利の経験がない者が日本シリーズで初完封を挙げるのは1966年第6戦の益田昭雄（巨人）以来、55年ぶり2人目で、シリーズ初登板の選手では史上初の快挙となった。なお、日本シリーズの完投は、2015年第1戦の武田翔太（ソフトバンク）以来、完封は2008年第4戦の岸孝之（西武）以来の記録となった。また、セ・リーグチームの無失点勝利は、2017年のDeNA（第4戦・対ソフトバンク）以来である。
ヤクルトは2015年第4戦から続く日本シリーズにおける連敗を3で、2001年第2戦から続く敵地での連敗を4でそれぞれ止めた。また、セ・リーグ代表チームは、連敗を13で止めると同時に、「令和」改元後日本シリーズ初勝利となった。さらに、以下のパ・リーグ代表チームの連勝記録（セ・リーグから見れば連敗記録）も止まった。
- 主催試合での連勝 - 20（2013年第7戦・楽天 3-0 巨人〈日本製紙クリネックススタジアム宮城〉以降）
- パ・リーグ球団の本拠地での連勝 - 22[注 16]（同上）
- DH制の試合での連勝 - 22[注 17]（同上）
- ドーム球場での連勝 - 24（2013年第5戦・楽天 4-2 巨人〈東京ドーム〉以降）
- 西日本の球場での連勝 - 11（2018年第3戦・ソフトバンク 9-8 広島〈福岡ヤフオク!ドーム〉以降）

### 第3戦
|            | 1 | 2 | 3 | 4 | 5 | 6 | 7 | 8 | 9 | R | H | E |
| ---------- | - | - | - | - | - | - | - | - | - | - | - | - |
| オリックス | 0 | 0 | 1 | 0 | 0 | 2 | 1 | 0 | 0 | 4 | 7 | 2 |
| ヤクルト   | 0 | 0 | 0 | 0 | 3 | 0 | 2 | 0 | × | 5 | 5 | 1 |

1. オ：田嶋（4回1/3）、比嘉（0回1/3）、バルガス（1回1/3）、吉田凌（1回）、K-鈴木（1回）
2. ヤ：小川（6回）、スアレス（0回1/3）、田口（0回1/3）、石山（1回1/3）、マクガフ（1回）
3. 勝利：石山（1勝）
4. セーブ：マクガフ（1敗1S）
5. 敗戦：吉田凌（1敗）
6. 本塁打
オ：杉本1号（6回2ラン・小川）
ヤ：サンタナ1号（7回2ラン・吉田凌）
7. 審判
［球審］牧田
［塁審］吉本（1B）、有隅（2B）、白井（3B）
［外審］深谷（LL）、西本（RL）
8. 開始：18時5分、試合時間：3時間45分[27]

打順
| オリックス | オリックス | オリックス   | オリックス | オリックス | オリックス | オリックス | オリックス | オリックス | オリックス | オリックス |
| 打 順      | 守 備      | 選 手        | 打 席      | 得 点      | 安 打      | 打 点      | 盗 塁      | 犠 打      | 四 死 球   | 三 振      |
| ---------- | ---------- | ------------ | ---------- | ---------- | ---------- | ---------- | ---------- | ---------- | ---------- | ---------- |
| 1          | （中）     | 福田周平     | 5          | 0          | 1          | 0          | 0          | 1          | 2          | 0          |
| 2          | （三）     | 宗佑磨       | 5          | 0          | 1          | 1          | 0          | 0          | 0          | 1          |
| 3          | （左）     | 吉田正尚     | 5          | 1          | 2          | 1          | 0          | 0          | 1          | 2          |
| 4          | （右）     | 杉本裕太郎   | 5          | 1          | 1          | 2          | 0          | 0          | 1          | 0          |
| 5          | （一）     | S.モヤ       | 3          | 0          | 0          | 0          | 0          | 0          | 0          | 2          |
|            | 打         | A.ジョーンズ | 1          | 0          | 0          | 0          | 0          | 0          | 0          | 1          |
|            | 投         | 吉田凌       | 0          | 0          | 0          | 0          | 0          | 0          | 0          | 0          |
|            | 投         | K-鈴木       | 0          | 0          | 0          | 0          | 0          | 0          | 0          | 0          |
| 6          | （二）     | 安達了一     | 4          | 0          | 0          | 0          | 0          | 0          | 0          | 2          |
| 7          | （遊）     | 紅林弘太郎   | 4          | 1          | 1          | 0          | 0          | 0          | 0          | 0          |
| 8          | （捕）     | 伏見寅威     | 3          | 1          | 0          | 0          | 0          | 0          | 1          | 0          |
|            | 一         | T-岡田       | 1          | 0          | 0          | 0          | 0          | 0          | 0          | 0          |
| 9          | （投）     | 田嶋大樹     | 2          | 0          | 0          | 0          | 0          | 1          | 0          | 1          |
|            | 投         | 比嘉幹貴     | 0          | 0          | 0          | 0          | 0          | 0          | 0          | 0          |
|            | 投         | C.バルガス   | 0          | 0          | 0          | 0          | 0          | 0          | 0          | 0          |
|            | 打捕       | 若月健矢     | 2          | 0          | 1          | 0          | 0          | 1          | 0          | 0          |
|            | 走         | 佐野皓大     | 0          | 0          | 0          | 0          | 0          | 0          | 0          | 0          |

| ヤクルト | ヤクルト | ヤクルト   | ヤクルト | ヤクルト | ヤクルト | ヤクルト | ヤクルト | ヤクルト | ヤクルト | ヤクルト |
| 打 順    | 守 備    | 選 手      | 打 席    | 得 点    | 安 打    | 打 点    | 盗 塁    | 犠 打    | 四 死 球 | 三 振    |
| -------- | -------- | ---------- | -------- | -------- | -------- | -------- | -------- | -------- | -------- | -------- |
| 1        | （中）   | 塩見泰隆   | 4        | 0        | 0        | 0        | 0        | 0        | 0        | 1        |
| 2        | （左）   | 青木宣親   | 4        | 2        | 2        | 0        | 0        | 0        | 1        | 0        |
| 3        | （二）   | 山田哲人   | 4        | 0        | 0        | 0        | 0        | 0        | 0        | 0        |
| 4        | （三）   | 村上宗隆   | 4        | 1        | 0        | 0        | 0        | 0        | 2        | 2        |
| 5        | （右）   | D.サンタナ | 4        | 2        | 1        | 2        | 0        | 0        | 1        | 0        |
|          | 右       | 渡邊大樹   | 0        | 0        | 0        | 0        | 0        | 0        | 0        | 0        |
| 6        | （捕）   | 中村悠平   | 4        | 0        | 1        | 2        | 0        | 0        | 0        | 1        |
| 7        | （一）   | J.オスナ   | 4        | 0        | 1        | 0        | 0        | 0        | 0        | 2        |
|          | 投       | S.マクガフ | 0        | 0        | 0        | 0        | 0        | 0        | 0        | 0        |
| 8        | （遊）   | 西浦直亨   | 4        | 0        | 0        | 0        | 0        | 0        | 2        | 1        |
| 9        | （投）   | 小川泰弘   | 2        | 0        | 0        | 0        | 0        | 0        | 0        | 1        |
|          | 打       | 坂口智隆   | 1        | 0        | 0        | 0        | 0        | 0        | 0        | 0        |
|          | 投       | A.スアレス | 0        | 0        | 0        | 0        | 0        | 0        | 0        | 0        |
|          | 投       | 田口麗斗   | 0        | 0        | 0        | 0        | 0        | 0        | 0        | 0        |
|          | 投       | 石山泰稚   | 0        | 0        | 0        | 0        | 0        | 0        | 0        | 0        |
|          | 打       | 内川聖一   | 1        | 0        | 0        | 0        | 0        | 0        | 0        | 1        |
|          | 一       | 荒木貴裕   | 0        | 0        | 0        | 0        | 0        | 0        | 0        | 0        |

投手
| オリックス | オリックス | オリックス | オリックス | オリックス | オリックス  | オリックス | オリックス | オリックス | オリックス | オリックス |
| 選 手      | 選 手      | 打 者      | 投 球 回   | 被 安 打   | 被 本 塁 打 | 与 四 球   | 与 死 球   | 奪 三 振   | 失 点      | 自 責 点   |
| ---------- | ---------- | ---------- | ---------- | ---------- | ----------- | ---------- | ---------- | ---------- | ---------- | ---------- |
|            | 田嶋大樹   | 20         | 4.1        | 2          | 0           | 3          | 1          | 3          | 1          | 1          |
| H          | 比嘉幹貴   | 1          | 0.1        | 0          | 0           | 0          | 0          | 0          | 0          | 0          |
|            | C.バルガス | 7          | 1.1        | 1          | 0           | 2          | 0          | 2          | 2          | 1          |
| 敗         | 吉田凌     | 5          | 1.0        | 2          | 1           | 0          | 0          | 1          | 2          | 2          |
|            | K-鈴木     | 3          | 1.0        | 0          | 0           | 0          | 0          | 3          | 0          | 0          |

| ヤクルト | ヤクルト   | ヤクルト | ヤクルト | ヤクルト | ヤクルト    | ヤクルト | ヤクルト | ヤクルト | ヤクルト | ヤクルト |
| 選 手    | 選 手      | 打 者    | 投 球 回 | 被 安 打 | 被 本 塁 打 | 与 四 球 | 与 死 球 | 奪 三 振 | 失 点    | 自 責 点 |
| -------- | ---------- | -------- | -------- | -------- | ----------- | -------- | -------- | -------- | -------- | -------- |
|          | 小川泰弘   | 25       | 6.0      | 5        | 1           | 1        | 0        | 7        | 3        | 2        |
|          | A.スアレス | 3        | 0.1      | 0        | 0           | 2        | 0        | 0        | 1        | 1        |
|          | 田口麗斗   | 3        | 0.1      | 1        | 0           | 1        | 0        | 1        | 0        | 0        |
| 勝       | 石山泰稚   | 4        | 1.1      | 0        | 0           | 0        | 0        | 1        | 0        | 0        |
| S        | S.マクガフ | 5        | 1.0      | 1        | 0           | 1        | 0        | 0        | 0        | 0        |

ヤクルトの先発は小川、オリックスの先発は田嶋。
ヤクルトは2回裏、制球の定まらないオリックスの先発・田嶋を攻め、2死満塁のチャンスを作り、9番小川も3ボール0ストライクとしたものの、見逃し三振に終わり、先制の機会を逃す。対するオリックスは直後の3回表、西浦の失策と2つの四球で1死満塁のチャンスを作ると、宗の右前適時打で1点を先制する。田嶋は5回裏、1死から青木に安打を許した時点で球数が92球と嵩み交代となる。2番手・比嘉は山田を遊ゴロに打ち取ったものの、3番手・バルガスが2者連続四球で2死満塁のピンチを招き、中村の中前適時打と宗の送球ミスで3点を失い、ヤクルトが逆転に成功する。しかし、オリックスは直後の6回表、無死2塁から杉本の右越2ランで試合は3-3の振り出しに戻った。
ヤクルトの先発・小川は6回3失点で交代し、7回表は2番手・スアレスが登板するも、2つの四球で1死1,2塁のピンチを招き降板。3番手・田口が宗を三振に打ち取るも、続く吉田正に左前適時打を浴び、オリックスが勝ち越しに成功する。しかしヤクルトは直後の7回裏、2死1塁からサンタナがシリーズ初安打となる右越2点本塁打を放ち、再び逆転に成功した。
9回表、ヤクルトは初戦サヨナラ負けを許した守護神・マクガフを投入。先頭の若月に中前打を許し、2死1,3塁のピンチを迎えたが、最後は杉本を一ゴロに抑え、ヤクルトが勝利した。
なおオリックスは、1996年の日本シリーズにおいて東京ドームで2戦2勝しており、この試合が球団史上日本シリーズにおける東京ドームでの初の敗戦となった。

### 第4戦
|            | 1 | 2 | 3 | 4 | 5 | 6 | 7 | 8 | 9 | R | H | E |
| ---------- | - | - | - | - | - | - | - | - | - | - | - | - |
| オリックス | 0 | 0 | 0 | 0 | 0 | 1 | 0 | 0 | 0 | 1 | 6 | 0 |
| ヤクルト   | 0 | 1 | 0 | 0 | 0 | 1 | 0 | 0 | × | 2 | 6 | 1 |

1. オ：山崎颯（5回）、増井（0回2/3）、比嘉（0回1/3）、富山（1回）、ヒギンス（1回）
2. ヤ：石川（6回）、石山（1回）、清水（1回）、マクガフ（1回）
3. 勝利：石川（1勝）
4. セーブ：マクガフ（1敗2S）
5. 敗戦：増井（1敗）
6. 本塁打
ヤ：サンタナ2号（2回ソロ・山崎颯）
7. 審判
［球審］白井
［塁審］有隅（1B）、深谷（2B）、西本（3B）
［外審］山路（LL）、吉本（RL）
8. 開始：18時5分、試合時間：2時間50分[28]

打順
| オリックス | オリックス | オリックス   | オリックス | オリックス | オリックス | オリックス | オリックス | オリックス | オリックス | オリックス |
| 打 順      | 守 備      | 選 手        | 打 席      | 得 点      | 安 打      | 打 点      | 盗 塁      | 犠 打      | 四 死 球   | 三 振      |
| ---------- | ---------- | ------------ | ---------- | ---------- | ---------- | ---------- | ---------- | ---------- | ---------- | ---------- |
| 1          | （中）     | 福田周平     | 4          | 1          | 1          | 0          | 0          | 0          | 0          | 0          |
| 2          | （三）     | 宗佑磨       | 4          | 0          | 2          | 0          | 0          | 0          | 0          | 0          |
| 3          | （左）     | 吉田正尚     | 4          | 0          | 1          | 0          | 0          | 0          | 0          | 1          |
|            | 走         | 小田裕也     | 0          | 0          | 0          | 0          | 0          | 0          | 0          | 0          |
| 4          | （右）     | 杉本裕太郎   | 4          | 0          | 0          | 0          | 0          | 0          | 0          | 1          |
| 5          | （一）     | T-岡田       | 4          | 0          | 1          | 0          | 0          | 0          | 1          | 1          |
| 6          | （二）     | 安達了一     | 3          | 0          | 0          | 0          | 0          | 0          | 0          | 2          |
| 7          | （遊）     | 紅林弘太郎   | 3          | 0          | 0          | 0          | 0          | 0          | 0          | 1          |
| 8          | （捕）     | 若月健矢     | 2          | 0          | 0          | 0          | 0          | 0          | 0          | 1          |
|            | 打         | A.ジョーンズ | 1          | 0          | 0          | 0          | 0          | 0          | 0          | 1          |
|            | 捕         | 伏見寅威     | 0          | 0          | 0          | 0          | 0          | 0          | 0          | 0          |
| 9          | （投）     | 山崎颯一郎   | 1          | 0          | 0          | 0          | 0          | 0          | 0          | 0          |
|            | 打         | 大下誠一郎   | 1          | 0          | 0          | 0          | 0          | 0          | 0          | 0          |
|            | 投         | 増井浩俊     | 0          | 0          | 0          | 0          | 0          | 0          | 0          | 0          |
|            | 投         | 比嘉幹貴     | 0          | 0          | 0          | 0          | 0          | 0          | 0          | 0          |
|            | 投         | 富山凌雅     | 0          | 0          | 0          | 0          | 0          | 0          | 0          | 0          |
|            | 打         | S.モヤ       | 1          | 0          | 1          | 0          | 0          | 0          | 0          | 0          |
|            | 走         | 佐野皓大     | 0          | 0          | 0          | 0          | 0          | 0          | 0          | 0          |
|            | 投         | T.ヒギンス   | 0          | 0          | 0          | 0          | 0          | 0          | 0          | 0          |

| ヤクルト | ヤクルト | ヤクルト   | ヤクルト | ヤクルト | ヤクルト | ヤクルト | ヤクルト | ヤクルト | ヤクルト | ヤクルト |
| 打 順    | 守 備    | 選 手      | 打 席    | 得 点    | 安 打    | 打 点    | 盗 塁    | 犠 打    | 四 死 球 | 三 振    |
| -------- | -------- | ---------- | -------- | -------- | -------- | -------- | -------- | -------- | -------- | -------- |
| 1        | （中）   | 塩見泰隆   | 4        | 0        | 1        | 0        | 0        | 0        | 1        | 1        |
| 2        | （左）   | 青木宣親   | 4        | 0        | 0        | 0        | 0        | 0        | 0        | 0        |
|          | 左       | 山崎晃大朗 | 0        | 0        | 0        | 0        | 0        | 0        | 0        | 0        |
| 3        | （二）   | 山田哲人   | 4        | 0        | 1        | 0        | 0        | 0        | 2        | 1        |
| 4        | （三）   | 村上宗隆   | 4        | 0        | 0        | 0        | 0        | 0        | 0        | 0        |
| 5        | （右）   | D.サンタナ | 4        | 2        | 1        | 1        | 0        | 0        | 1        | 0        |
|          | 右       | 渡邊大樹   | 0        | 0        | 0        | 0        | 0        | 0        | 0        | 0        |
| 6        | （捕）   | 中村悠平   | 3        | 0        | 2        | 0        | 0        | 0        | 0        | 1        |
| 7        | （一）   | J.オスナ   | 3        | 0        | 1        | 1        | 0        | 0        | 0        | 1        |
| 8        | （遊）   | 西浦直亨   | 3        | 0        | 0        | 0        | 0        | 0        | 0        | 1        |
| 9        | （投）   | 石川雅規   | 2        | 0        | 0        | 0        | 0        | 0        | 0        | 1        |
|          | 投       | 石山泰稚   | 0        | 0        | 0        | 0        | 0        | 0        | 0        | 0        |
|          | 打       | 坂口智隆   | 1        | 0        | 0        | 0        | 0        | 0        | 0        | 0        |
|          | 投       | 清水昇     | 0        | 0        | 0        | 0        | 0        | 0        | 0        | 0        |
|          | 投       | S.マクガフ | 0        | 0        | 0        | 0        | 0        | 0        | 0        | 0        |

投手
| オリックス | オリックス | オリックス | オリックス | オリックス | オリックス  | オリックス | オリックス | オリックス | オリックス | オリックス |
| 選 手      | 選 手      | 打 者      | 投 球 回   | 被 安 打   | 被 本 塁 打 | 与 四 球   | 与 死 球   | 奪 三 振   | 失 点      | 自 責 点   |
| ---------- | ---------- | ---------- | ---------- | ---------- | ----------- | ---------- | ---------- | ---------- | ---------- | ---------- |
|            | 山崎颯一郎 | 20         | 5.0        | 4          | 1           | 2          | 0          | 5          | 1          | 1          |
| 敗         | 増井浩俊   | 4          | 0.2        | 1          | 0           | 2          | 0          | 0          | 1          | 1          |
|            | 比嘉幹貴   | 2          | 0.1        | 1          | 0           | 0          | 0          | 0          | 0          | 0          |
|            | 富山凌雅   | 3          | 1.0        | 0          | 0           | 0          | 0          | 0          | 0          | 0          |
|            | T.ヒギンス | 3          | 1.0        | 0          | 0           | 0          | 0          | 1          | 0          | 0          |

| ヤクルト | ヤクルト   | ヤクルト | ヤクルト | ヤクルト | ヤクルト    | ヤクルト | ヤクルト | ヤクルト | ヤクルト | ヤクルト |
| 選 手    | 選 手      | 打 者    | 投 球 回 | 被 安 打 | 被 本 塁 打 | 与 四 球 | 与 死 球 | 奪 三 振 | 失 点    | 自 責 点 |
| -------- | ---------- | -------- | -------- | -------- | ----------- | -------- | -------- | -------- | -------- | -------- |
| 勝       | 石川雅規   | 21       | 6.0      | 3        | 0           | 1        | 0        | 5        | 1        | 0        |
| H        | 石山泰稚   | 4        | 1.0      | 1        | 0           | 0        | 0        | 2        | 0        | 0        |
| H        | 清水昇     | 3        | 1.0      | 1        | 0           | 0        | 0        | 1        | 0        | 0        |
| S        | S.マクガフ | 4        | 1.0      | 1        | 0           | 0        | 0        | 0        | 0        | 0        |

ヤクルトの先発は石川、オリックスの先発は山崎颯。
ヤクルトは2回裏、サンタナの前日から2試合連発となる右越えソロで1点を先制する。対するオリックスは6回表、2死無走者から福田と宗が連打、右翼のサンタナが宗の打球をファンブルする間に一塁走者福田が一気に生還し、同点に追いつく。しかしヤクルトはその裏、オリックスの2番手・増井に対し、村上の一直併殺打により2死無走者となった後、四球と中村の右前打で1,2塁とすると、増井から替わった3番手・比嘉からオスナが中前適時打を放ち勝ち越しに成功する。
ヤクルトの先発・石川は6回77球被安打3与四球1失点1（自責0）の好投を見せ、救援陣に交代。その後は7回を石山、8回を清水、9回をマクガフが締めてヤクルトが2-1で逃げ切り、20年ぶり6回目の日本一に王手をかけた。
石川は41歳10か月で勝利投手となったが、これは1950年の若林忠志（42歳8か月、毎日オリオンズ）に次ぐ、史上2番目の年長記録で、セ・リーグでは最年長となった。
日本シリーズで、セ・リーグのチームが3勝するのは2013年の巨人以来8年ぶり、3連勝は2012年第5・6戦→2013年第1戦の巨人以来で、パ・リーグのチームの3連敗は、2012年第5・6戦→2016年第1・2戦にかけ4連敗した日本ハム以来となった。また、同一年に限ったセ・リーグのチームの3連勝/パ・リーグのチームの3連敗は、2007年の中日/日本ハム（第2 - 5戦、中日の4連勝）以来となった。なお、ヤクルトの3連勝は2001年以来、4度目。

### 第5戦
|            | 1 | 2 | 3 | 4 | 5 | 6 | 7 | 8 | 9 | R | H  | E |
| ---------- | - | - | - | - | - | - | - | - | - | - | -- | - |
| オリックス | 0 | 0 | 0 | 1 | 0 | 1 | 2 | 1 | 1 | 6 | 14 | 0 |
| ヤクルト   | 0 | 1 | 0 | 1 | 0 | 0 | 0 | 3 | 0 | 5 | 7  | 1 |

1. オ：山﨑福（5回2/3）、吉田凌（0回1/3）、富山（1回）、ヒギンス（0回1/3）、山岡（0回2/3）、平野佳（1回）
2. ヤ：原（5回2/3）、田口（0回1/3）、石山（0回1/3）、今野（0回2/3）、大西（1回）、マクガフ（1回）
3. 勝利：山岡（1勝）
4. セーブ：平野佳（1S）
5. 敗戦：マクガフ（2敗2S）
6. 本塁打
オ：ジョーンズ1号（9回ソロ・マクガフ）
ヤ：村上2号（4回ソロ・山﨑福）、山田1号（8回3ラン・ヒギンス）
7. 審判
［球審］西本
［塁審］深谷（1B）、山路（2B）、吉本（3B）
［外審］牧田（LL）、有隅（RL）
8. 開始：18時4分、試合時間：3時間16分[30]

打順
| オリックス | オリックス | オリックス   | オリックス | オリックス | オリックス | オリックス | オリックス | オリックス | オリックス | オリックス |
| 打 順      | 守 備      | 選 手        | 打 席      | 得 点      | 安 打      | 打 点      | 盗 塁      | 犠 打      | 四 死 球   | 三 振      |
| ---------- | ---------- | ------------ | ---------- | ---------- | ---------- | ---------- | ---------- | ---------- | ---------- | ---------- |
| 1          | （中）     | 福田周平     | 5          | 0          | 1          | 0          | 0          | 0          | 0          | 0          |
| 2          | （三）     | 宗佑磨       | 5          | 0          | 1          | 0          | 0          | 0          | 0          | 2          |
| 3          | （左）     | 吉田正尚     | 5          | 2          | 1          | 0          | 0          | 0          | 0          | 0          |
|            | 投         | 平野佳寿     | 0          | 0          | 0          | 0          | 0          | 0          | 0          | 0          |
| 4          | （右）     | 杉本裕太郎   | 4          | 0          | 3          | 1          | 0          | 0          | 0          | 0          |
| 5          | （一）     | T-岡田       | 4          | 0          | 1          | 1          | 0          | 0          | 0          | 1          |
| 6          | （遊）     | 紅林弘太郎   | 4          | 2          | 2          | 0          | 0          | 0          | 0          | 0          |
| 7          | （捕）     | 伏見寅威     | 4          | 0          | 1          | 1          | 0          | 1          | 0          | 0          |
| 8          | （二）     | 太田椋       | 4          | 1          | 2          | 1          | 0          | 0          | 0          | 0          |
| 9          | （投）     | 山﨑福也     | 2          | 0          | 0          | 0          | 0          | 0          | 0          | 0          |
|            | 投         | 吉田凌       | 0          | 0          | 0          | 0          | 0          | 0          | 0          | 0          |
|            | 打         | S.モヤ       | 1          | 0          | 1          | 1          | 0          | 0          | 0          | 0          |
|            | 投         | 富山凌雅     | 0          | 0          | 0          | 0          | 0          | 0          | 0          | 0          |
|            | 投         | T.ヒギンス   | 0          | 0          | 0          | 0          | 0          | 0          | 0          | 0          |
|            | 投         | 山岡泰輔     | 0          | 0          | 0          | 0          | 0          | 0          | 0          | 0          |
|            | 打         | A.ジョーンズ | 1          | 1          | 1          | 1          | 0          | 0          | 0          | 0          |
|            | 左         | 小田裕也     | 0          | 0          | 0          | 0          | 0          | 0          | 0          | 0          |

| ヤクルト | ヤクルト | ヤクルト   | ヤクルト | ヤクルト | ヤクルト | ヤクルト | ヤクルト | ヤクルト | ヤクルト | ヤクルト |
| 打 順    | 守 備    | 選 手      | 打 席    | 得 点    | 安 打    | 打 点    | 盗 塁    | 犠 打    | 四 死 球 | 三 振    |
| -------- | -------- | ---------- | -------- | -------- | -------- | -------- | -------- | -------- | -------- | -------- |
| 1        | （中）   | 塩見泰隆   | 5        | 1        | 1        | 0        | 0        | 0        | 1        | 2        |
| 2        | （左）   | 青木宣親   | 5        | 1        | 0        | 0        | 0        | 0        | 1        | 1        |
| 3        | （二）   | 山田哲人   | 4        | 1        | 1        | 3        | 0        | 0        | 0        | 1        |
| 4        | （三）   | 村上宗隆   | 4        | 1        | 2        | 1        | 0        | 0        | 0        | 0        |
| 5        | （右）   | D.サンタナ | 4        | 1        | 0        | 0        | 0        | 0        | 2        | 0        |
| 6        | （捕）   | 中村悠平   | 4        | 0        | 1        | 0        | 0        | 0        | 1        | 0        |
| 7        | （一）   | J.オスナ   | 4        | 0        | 0        | 0        | 0        | 0        | 0        | 0        |
| 8        | （遊）   | 西浦直亨   | 4        | 0        | 2        | 0        | 0        | 0        | 1        | 1        |
|          | 走       | 山崎晃大朗 | 0        | 0        | 0        | 0        | 0        | 0        | 0        | 0        |
| 9        | （投）   | 原樹理     | 2        | 0        | 0        | 0        | 0        | 0        | 0        | 1        |
|          | 投       | 田口麗斗   | 0        | 0        | 0        | 0        | 0        | 0        | 0        | 0        |
|          | 投       | 石山泰稚   | 0        | 0        | 0        | 0        | 0        | 0        | 0        | 0        |
|          | 投       | 今野龍太   | 0        | 0        | 0        | 0        | 0        | 0        | 0        | 0        |
|          | 打       | 内川聖一   | 1        | 0        | 0        | 0        | 0        | 0        | 0        | 0        |
|          | 投       | 大西広樹   | 0        | 0        | 0        | 0        | 0        | 0        | 0        | 0        |
|          | 投       | S.マクガフ | 0        | 0        | 0        | 0        | 0        | 0        | 0        | 0        |
|          | 打       | 川端慎吾   | 1        | 0        | 0        | 0        | 0        | 0        | 0        | 0        |

投手
| オリックス | オリックス | オリックス | オリックス | オリックス | オリックス  | オリックス | オリックス | オリックス | オリックス | オリックス |
| 選 手      | 選 手      | 打 者      | 投 球 回   | 被 安 打   | 被 本 塁 打 | 与 四 球   | 与 死 球   | 奪 三 振   | 失 点      | 自 責 点   |
| ---------- | ---------- | ---------- | ---------- | ---------- | ----------- | ---------- | ---------- | ---------- | ---------- | ---------- |
|            | 山﨑福也   | 23         | 5.2        | 5          | 1           | 2          | 0          | 5          | 2          | 2          |
| H          | 吉田凌     | 1          | 0.1        | 0          | 0           | 0          | 0          | 0          | 0          | 0          |
| H          | 富山凌雅   | 3          | 1.0        | 1          | 0           | 0          | 0          | 0          | 0          | 0          |
|            | T.ヒギンス | 4          | 0.1        | 1          | 1           | 2          | 0          | 0          | 3          | 3          |
| 勝         | 山岡泰輔   | 3          | 0.2        | 0          | 0           | 1          | 0          | 0          | 0          | 0          |
| S          | 平野佳寿   | 4          | 1.0        | 0          | 0           | 1          | 0          | 1          | 0          | 0          |

| ヤクルト | ヤクルト   | ヤクルト | ヤクルト | ヤクルト | ヤクルト    | ヤクルト | ヤクルト | ヤクルト | ヤクルト | ヤクルト |
| 選 手    | 選 手      | 打 者    | 投 球 回 | 被 安 打 | 被 本 塁 打 | 与 四 球 | 与 死 球 | 奪 三 振 | 失 点    | 自 責 点 |
| -------- | ---------- | -------- | -------- | -------- | ----------- | -------- | -------- | -------- | -------- | -------- |
|          | 原樹理     | 22       | 5.2      | 6        | 0           | 0        | 0        | 1        | 2        | 1        |
|          | 田口麗斗   | 1        | 0.1      | 1        | 0           | 0        | 0        | 0        | 0        | 0        |
|          | 石山泰稚   | 4        | 0.1      | 3        | 0           | 0        | 0        | 0        | 2        | 2        |
|          | 今野龍太   | 3        | 0.2      | 1        | 0           | 0        | 0        | 0        | 0        | 0        |
|          | 大西広樹   | 5        | 1.0      | 2        | 0           | 0        | 0        | 1        | 1        | 1        |
| 敗       | S.マクガフ | 4        | 1.0      | 1        | 1           | 0        | 0        | 1        | 1        | 1        |

ヤクルトの先発は原、オリックスの先発は山﨑福。
ヤクルトは2回裏、サンタナの四球と中村の左前安打で無死1,3塁のチャンスを作ると、オスナの併殺打の間に1点を先制する。対するオリックスは4回表、2死から吉田正が右二塁打で出塁すると、続く杉本が中前適時打を放ち同点に追いつく。しかしヤクルトはその裏、先頭の村上が左中間越ソロを放ち、すぐさま勝ち越しに成功する。
オリックスは6回表、2死からオスナの失策と杉本の左前安打で1,2塁とすると、ヤクルトの先発・原から替わった2番手・田口からT-岡田が右前適時打を放ち、同点に追いつくと、続く7回表には3番手・石山から1死2塁のチャンスを作り、シリーズ初出場の太田が中越適時三塁打、代打・モヤの右前適時打を放ち、2点を入れて勝ち越しに成功する。さらに8回表には2死から紅林が右前安打で出塁すると、続く伏見が左中間へ適時二塁打を放ち、1点を追加する。
それでもヤクルトは8回裏、オリックスの4番手・ヒギンスから2つの四球を奪い、無死1,2塁のチャンスを作ると、山田が左越3点本塁打を放ち、試合を振り出しに戻す。しかしオリックスは直後の9回表、先頭の代打・ジョーンズがヤクルトの抑え投手・マクガフから左越ソロ本塁打で再び勝ち越しに成功。9回裏は平野佳が締め、オリックスが6-5で勝利。
これで、第3戦から3試合連続で1点差で決着がついたが、これは2003年の第3戦 - 第5戦以来、18年ぶり。また、第1戦から第5戦まで全て2点差以内で決着がついたのは1957年以来、64年ぶり2度目となった。
7回表に代打で適時打を放ったモヤは、これで代打で3安打、および代打として3打席連続安打となったが、これは1957年の十時啓視（巨人）、1970年の井石礼司（ロッテ）以来3人目となるタイ記録となった。
ジョーンズは9回表に代打で決勝本塁打を放ったが、代打での決勝本塁打は2001年第4戦の副島孔太（ヤクルト）以来20年ぶり、最終回に限ると1992年第1戦の杉浦亨（ヤクルト）、2000年第1戦のニエベス（ダイエー）に次いで史上3人目。また、オリックスは第1戦にもモヤが代打本塁打を放っており、同一シリーズで同一チームの選手が代打本塁打を放つのは1970年のロッテ以来51年ぶり2度目であり、2人の選手が放つのは史上初。
ヤクルトがもしこの試合に勝利していた場合、監督の高津は日本シリーズ史上初の誕生日当日に日本一となった監督になるところであったが、その機会を逃した。

### 第6戦
|            | 1 | 2 | 3 | 4 | 5 | 6 | 7 | 8 | 9 | 10 | 11 | 12 | R | H  | E |
| ---------- | - | - | - | - | - | - | - | - | - | -- | -- | -- | - | -- | - |
| ヤクルト   | 0 | 0 | 0 | 0 | 1 | 0 | 0 | 0 | 0 | 0  | 0  | 1  | 2 | 10 | 0 |
| オリックス | 0 | 0 | 0 | 0 | 1 | 0 | 0 | 0 | 0 | 0  | 0  | 0  | 1 | 7  | 2 |

1. （延長12回）
2. ヤ：高梨（4回2/3）、スアレス（2回1/3）、清水（2回）、田口（0回2/3）、マクガフ（2回1/3）
3. オ：山本（9回）、平野佳（1回）、能見（0回1/3）、比嘉（0回2/3）、富山（0回2/3）、吉田凌（0回1/3）
4. 勝利：マクガフ（1勝2敗2S）
5. 敗戦：吉田凌（2敗）
6. 審判
［球審］吉本
［塁審］山路（1B）、牧田（2B）、有隅（3B）
［外審］白井（LL）、深谷（RL）
7. 開始：18時5分、試合時間：5時間[注 18][37]

打順
| ヤクルト | ヤクルト | ヤクルト   | ヤクルト | ヤクルト | ヤクルト | ヤクルト | ヤクルト | ヤクルト | ヤクルト | ヤクルト |
| 打 順    | 守 備    | 選 手      | 打 席    | 得 点    | 安 打    | 打 点    | 盗 塁    | 犠 打    | 四 死 球 | 三 振    |
| -------- | -------- | ---------- | -------- | -------- | -------- | -------- | -------- | -------- | -------- | -------- |
| 1        | （中）   | 塩見泰隆   | 6        | 1        | 2        | 1        | 0        | 0        | 2        | 2        |
| 2        | （左）   | 青木宣親   | 5        | 0        | 1        | 0        | 0        | 0        | 0        | 0        |
|          | 走右     | 渡邉大樹   | 0        | 0        | 0        | 0        | 0        | 0        | 0        | 0        |
|          | 打       | 川端慎吾   | 1        | 0        | 1        | 1        | 0        | 0        | 0        | 0        |
|          | 走右     | 坂口智隆   | 0        | 0        | 0        | 0        | 0        | 0        | 0        | 0        |
| 3        | （二）   | 山田哲人   | 6        | 0        | 1        | 0        | 0        | 0        | 0        | 1        |
| 4        | （三）   | 村上宗隆   | 5        | 0        | 0        | 0        | 0        | 0        | 0        | 2        |
| 5        | （指）   | D.サンタナ | 5        | 0        | 0        | 0        | 0        | 0        | 0        | 4        |
| 6        | （捕）   | 中村悠平   | 5        | 0        | 1        | 0        | 0        | 0        | 0        | 2        |
| 7        | （一）   | J.オスナ   | 5        | 1        | 3        | 0        | 0        | 0        | 0        | 0        |
|          | 一       | 荒木貴裕   | 0        | 0        | 0        | 0        | 0        | 0        | 0        | 0        |
| 8        | （右）   | 宮本丈     | 4        | 0        | 0        | 0        | 0        | 2        | 0        | 0        |
|          | 右左     | 山崎晃大朗 | 1        | 0        | 0        | 0        | 0        | 0        | 0        | 1        |
| 9        | （遊）   | 西浦直亨   | 5        | 0        | 0        | 0        | 0        | 0        | 0        | 2        |

| オリックス | オリックス | オリックス   | オリックス | オリックス | オリックス | オリックス | オリックス | オリックス | オリックス | オリックス |
| 打 順      | 守 備      | 選 手        | 打 席      | 得 点      | 安 打      | 打 点      | 盗 塁      | 犠 打      | 四 死 球   | 三 振      |
| ---------- | ---------- | ------------ | ---------- | ---------- | ---------- | ---------- | ---------- | ---------- | ---------- | ---------- |
| 1          | （中）     | 福田周平     | 6          | 0          | 2          | 1          | 0          | 0          | 1          | 1          |
| 2          | （三）     | 宗佑磨       | 6          | 0          | 1          | 0          | 0          | 0          | 0          | 1          |
| 3          | （指）     | 吉田正尚     | 5          | 0          | 1          | 0          | 0          | 0          | 0          | 2          |
| 4          | （右）     | 杉本裕太郎   | 5          | 0          | 1          | 0          | 0          | 0          | 1          | 3          |
| 5          | （一）     | T-岡田       | 5          | 0          | 0          | 0          | 0          | 0          | 0          | 1          |
| 6          | （指）     | S.モヤ       | 4          | 0          | 0          | 0          | 0          | 0          | 1          | 2          |
|            | 走指       | 佐野皓大     | 0          | 0          | 0          | 0          | 0          | 0          | 0          | 0          |
|            | 打指       | 頓宮裕真     | 1          | 0          | 0          | 0          | 0          | 0          | 0          | 1          |
| 7          | （遊）     | 紅林弘太郎   | 5          | 0          | 1          | 0          | 0          | 1          | 0          | 2          |
| 8          | （捕）     | 若月健矢     | 3          | 1          | 1          | 0          | 0          | 0          | 0          | 1          |
|            | 打         | 大下誠一郎   | 1          | 0          | 0          | 0          | 0          | 0          | 0          | 1          |
|            | 捕         | 伏見寅威     | 1          | 0          | 0          | 0          | 0          | 0          | 0          | 1          |
| 9          | （二）     | 太田椋       | 3          | 0          | 0          | 0          | 0          | 1          | 0          | 1          |
|            | 打         | A.ジョーンズ | 1          | 0          | 0          | 0          | 0          | 0          | 1          | 0          |
|            | 走二       | 山足達也     | 1          | 0          | 0          | 0          | 0          | 0          | 1          | 0          |
|            | 走         | 小田裕也     | 0          | 0          | 0          | 0          | 0          | 0          | 0          | 0          |

投手
| ヤクルト | ヤクルト   | ヤクルト | ヤクルト | ヤクルト | ヤクルト    | ヤクルト | ヤクルト | ヤクルト | ヤクルト | ヤクルト |
| 選 手    | 選 手      | 打 者    | 投 球 回 | 被 安 打 | 被 本 塁 打 | 与 四 球 | 与 死 球 | 奪 三 振 | 失 点    | 自 責 点 |
| -------- | ---------- | -------- | -------- | -------- | ----------- | -------- | -------- | -------- | -------- | -------- |
|          | 高梨裕稔   | 19       | 4.2      | 4        | 0           | 2        | 0        | 7        | 1        | 1        |
| H        | A.スアレス | 8        | 2.1      | 1        | 0           | 0        | 0        | 2        | 0        | 0        |
| H        | 清水昇     | 10       | 2.0      | 2        | 0           | 2        | 0        | 3        | 0        | 0        |
| H        | 田口麗斗   | 2        | 0.2      | 0        | 0           | 0        | 0        | 1        | 0        | 0        |
| 勝       | S.マクガフ | 8        | 2.1      | 0        | 0           | 0        | 1        | 4        | 0        | 0        |

| オリックス | オリックス | オリックス | オリックス | オリックス | オリックス  | オリックス | オリックス | オリックス | オリックス | オリックス |
| 選 手      | 選 手      | 打 者      | 投 球 回   | 被 安 打   | 被 本 塁 打 | 与 四 球   | 与 死 球   | 奪 三 振   | 失 点      | 自 責 点   |
| ---------- | ---------- | ---------- | ---------- | ---------- | ----------- | ---------- | ---------- | ---------- | ---------- | ---------- |
|            | 山本由伸   | 35         | 9.0        | 6          | 0           | 1          | 1          | 11         | 1          | 1          |
| H          | 平野佳寿   | 4          | 1.0        | 1          | 0           | 0          | 0          | 1          | 0          | 0          |
| H          | 能見篤史   | 1          | 0.1        | 0          | 0           | 0          | 0          | 0          | 0          | 0          |
| H          | 比嘉幹貴   | 3          | 0.2        | 1          | 0           | 0          | 0          | 1          | 0          | 0          |
| H          | 富山凌雅   | 2          | 0.2        | 0          | 0           | 0          | 0          | 1          | 0          | 0          |
| 敗         | 吉田凌     | 3          | 0.1        | 2          | 0           | 0          | 0          | 0          | 1          | 0          |

1996年の第5戦以来25年ぶり神戸での開催となった第6戦は試合開始の18時時点で気温8度台と厳しい寒さの中での試合となった。オリックスの先発はシリーズ2度目の先発となる山本、ヤクルトの先発は高梨。第6戦の開催は2018年以来3年ぶりとなった。
オリックスは初回から4回まで毎回走者を出すも無得点、一方のヤクルトも3・4回に得点圏に走者を進めながら得点に至らなかった。迎えた5回表、ヤクルトは先頭のオスナが中前安打で出塁し、宮本の犠打などで2死2塁のチャンスを作ると、塩見が左前適時打を放ち、1点を先制する。対するオリックスは直後の5回裏、1死から若月が内野安打で出塁すると、太田の犠打で2死2塁として、福田が左前適時打を放ち、前進守備だった青木の本塁への返球が走者若月の腕に当たり逸れ、生還。すぐさま同点に追いつく。ヤクルトの先発・高梨はここで降板し、2番手はスアレスが登板。続く2死2塁のピンチは宗を三振に打ち取り、勝ち越しは阻止した。
一方のオリックスの先発・山本は6回表に宗の後逸、紅林のファンブルで無死1,2塁のピンチを背負うも、サンタナを二併殺打、中村を遊ゴロに打ち取り、続く7回表はオスナの内野安打と塩見の四球で2死1,2塁のピンチを招くも、青木を二ゴロに打ち取るなど、粘りのピッチングを見せる。その後、8回表は山田、村上、サンタナの主軸を三者連続三振に切り、9回表も三者凡退に抑え、9回141球6安打2四死球1失点11奪三振で降板した。日本シリーズでの二桁奪三振は2018年のバンデンハーク（ソフトバンク）以来、史上22人目（25度目）で、球団史上初。山本は第1戦で9奪三振を記録しており、これでシリーズ合計20奪三振となったが、これは2017年の今永昇太以来12人目（13度目）で、球団では1975年・1976年の山口高志以来、45年ぶり2人目（3度目）。
オリックスは9回裏、8回裏から登板していた3番手・清水を攻め、2死1,2塁とサヨナラのチャンスを作るも、福田が中飛に倒れ、試合は1-1のままシリーズ初の延長戦に入った。オリックスは12回表、5番手に富山が登板すると、山崎、西浦を打ち取り、6番手・吉田凌に交代する。しかし、塩見が左前安打で出塁すると、続く代打・川端の打席で伏見が捕逸し、2死2塁となる。そして、7球目を川端が詰まりながら左前安打とし、2塁から塩見が生還し、ヤクルトが勝ち越しに成功する。
12回裏は、10回裏2死から登板していたヤクルトの抑え投手マクガフが、山足に死球で出塁を許すも、最後は宗を二ゴロに抑え、ヤクルトが20年ぶり6回目の日本一を決めた。
試合終了は23時05分で、日本一決定時刻では2010年の23時07分に次ぐ2番目の遅さだった。試合終了時には気温は7度台にまで落ち込み、出場選手ほぼ全員がネックウォーマーを着込み、観客も厚着で白い息を吐きながらの観戦となった。
敗れたオリックスは、史上最多となる17三振を喫した。また、ヤクルトも14三振を喫しており、両チーム合計で31三振は史上最多、延長を除いた合計23三振は史上最多タイ（2度目）となった。
本シリーズは、史上初の6試合連続2点差以内で決着がついたシリーズ、史上初の1点差ゲームが5試合あるシリーズと、接戦の多いシリーズとなった。
また最終戦開催日11月27日は、1950年第1回の11月28日に次ぎ史上2番目の遅さとなった。
オリックスは兵庫県で行われた日本シリーズではヤクルト相手には前身の阪急時代の1978年の第4戦(阪急西宮球場)から5連敗となった。
もしも第6戦で引き分けかオリックスが勝利した場合、高津監督は「第7戦で奥川恭伸を先発させる予定でした」と、アルファポリスのコラム「2021東京ヤクルトスワローズ 高津流 燕マネジメント」の中で語った。

#### ヤクルトの日本一により記録された事項
- ヤクルトは20年ぶり6回目の日本一[41]。

- セ・リーグの球団が日本一となったのは2012年の読売ジャイアンツ以来9年ぶりであり、令和では初となる[41][43]。2013年に東北楽天ゴールデンイーグルスが日本一になって以降、2020年まで続いていたパ・リーグの連覇が8で止まった[注 20]。

- 日本ハム以外のパ・リーグの球団が敗退するのは2002年の西武以来19年ぶり[注 21]。

- 過去ヤクルトとオリックス（前身の阪急・傍系球団の近鉄を含む）との対戦は全てヤクルトが勝利していたが、今回もヤクルトの勝利に終わった[44]。

- 前年に福岡ソフトバンクホークスが日本一となったことにより、パ・リーグ36勝、セ・リーグ35勝と70年ぶりにパ・リーグが勝ち越していたが[45]、ヤクルトの日本一により再び36勝36敗のタイとなった[43]。

- ヤクルトが対戦相手主催試合で日本一を決めるのは、1993年の西武ライオンズ球場（現・メットライフドーム）以来、28年ぶり史上2回目。また、ほっともっとフィールド神戸では、1995年の第1・2戦（当時の名称はグリーンスタジアム神戸）に続き、日本シリーズ3戦全勝となった。ヤクルトが関東地方以外の球場で日本一を決めたのは初めてとなる。日本シリーズの優勝決定球場が本来の出場チームの専用球場以外での決定は1951年のフランチャイズ制導入以降では1978年の後楽園球場[注 22]、1979年の大阪球場[注 23]に次いで3度目だったが、どこの球団の専用球場でもない球場での優勝決定は本年のほっともっとフィールド神戸が初の事例となった[注 24][注 25][注 26]。

- 日本シリーズが6試合で決したのはヤクルト球団史上初、日本シリーズ史上23度目（うち4勝2敗は21度目）で、4勝2敗で日本一となったチームが初戦と5戦目に敗れたパターンは、1968年の巨人（対阪急）以来史上4度目[注 27]。初戦で敗れた後の逆転日本一はヤクルト球団史上、阪急と対戦した1978年以来2度目で、日本シリーズ史上25度目[注 28]、セ・リーグ代表としては2007年の中日以来14年ぶり14度目。一方オリックスは、先述の阪急時代の1968年、1978年以来球団史上3度目となる、初戦勝利後の日本シリーズ敗退となり[注 29]、6試合で決した日本シリーズでは、いずれも巨人に敗れた1967年・1968年・1969年の3年連続以来球団史上4度目となる2勝4敗での敗退となった[注 30]。

- 昭和、平成、令和の3元号で日本一になったのはソフトバンクに次ぎ2球団目で、セ・リーグでは初[43]。

- 監督の高津は、ヤクルト球団史上4人目の日本一監督になると同時に
  - 2015年の工藤公康（ソフトバンク）以来、6年ぶり22人目、球団では1978年の広岡達朗、2001年の若松勉以来、20年ぶり3人目となる、日本シリーズ初出場で制覇した監督[43]
  - 前年の工藤に続き史上8人目（13度目）、セ・リーグチームの監督としては1981年・1989年の藤田元司（巨人）、1998年の権藤博（横浜）に次ぎ3人目（4度目）となるプロ野球投手経験者の日本一監督
  - 金田正一、工藤に次ぎ史上3人目の「シリーズ胴上げ投手&日本一監督」（同一球団で経験したのは初[46][注 31]）
  - 元スワローズ選手として金田、若松、2008年の西武・渡辺久信、2016年の日本ハム・栗山英樹に次ぎ史上5人目（スワローズを率いた監督としては2人目）の日本一監督
  - 鶴岡一人（1959年・1964年南海）、広岡（1978年ヤクルト・1982年・1983年西武）に次ぎ史上3人目の広島県出身の日本一監督[注 32]
  - 古葉竹識、落合博満に次ぎ史上3人目の東都大学リーグ所属大学に在籍経験のある日本一監督（同連盟所属大学〈亜細亜大〉の卒業生[注 33]としては史上初[注 34][注 35]）
  - ボビー・バレンタイン（ロッテ、2005年）に続き史上2人目、日本人としては初のMLB選手経験者の日本一監督
  - 元KBOリーグ、中華職業棒球大聯盟、独立リーグ選手、ならびに元独立リーグ監督経験者初の日本一監督
  - プロ野球デビューが平成および1990年代以降の選手として初の日本一監督

となった。

## 表彰選手
最高殊勲選手賞（MVP）
中村悠平（ヤクルト）
打率.318（22打数7安打）、3打点の活躍。第1戦で先制適時打、第3戦で一時勝ち越しの2点適時打を放った。守っても全試合フルイニング出場で投手陣をリードし続けた。捕手の日本シリーズMVPは史上6人目（7度目）で、2018年の甲斐拓也（ソフトバンク）以来、セ・リーグの捕手の受賞は2009年の阿部慎之助（巨人）以来で、ヤクルトとしては1997年・2001年の古田敦也以来2人目（3度目）。
優秀選手賞
高橋奎二（ヤクルト）
第2戦で完封勝利を収めた。
ドミンゴ・サンタナ（ヤクルト）
第3戦では逆転となる2ラン本塁打、続く第4戦では2打席連発となる先制のソロ本塁打を放った。
杉本裕太郎（オリックス）
打率.292（24打数7安打）、1本塁打、3打点の活躍。第3戦では一時同点となる2ラン本塁打を放つ。
敢闘選手賞
山本由伸（オリックス）
第1戦と第6戦に先発し、勝ち負け付かずも、第6戦では9回を投げ、11奪三振を記録。2試合合計でも20奪三振を記録（投球回数15、自責点2、防御率1.20、奪三振率12.00）。

## 記録

### 新記録
第1戦
- 1試合15三振：ヤクルト ※史上最多（補回試合を除く）
- 最年長救援勝利：比嘉幹貴（38歳11ヶ月）[47]

第4戦
- 40代投手の最多奪三振：5（石川雅規）[29]

第6戦
- 1試合17三振：オリックス（延長12回）※史上最多
- 1試合両チーム合計31三振（延長12回）※史上最多
  - 延長を除くと23三振 ※史上2度目となるタイ記録

シリーズ
- 代打で3安打・代打で3打席連続安打：S.モヤ（第1戦→第4戦→第5戦）※史上3人目となるタイ記録[33]

6試合制シリーズ
- 合計入場者数：117,373人 ※史上最少
- シリーズ最少盗塁数：0（ヤクルト、オリックス）※史上4・5度目となるタイ記録
- 三塁手シリーズ最多失策：3（宗佑磨）※史上3人目となるタイ記録

### その他の記録
第1戦
- 初打席本塁打：S.モヤ（7回裏に代打で右越ソロ）※史上15人目、代打では史上4人目[48]、代打本塁打は史上29人目（31度目）
- サヨナラ試合：オリックス ※史上40試合目
  - 2点差からの逆転サヨナラは史上最大点差タイで、71年ぶり2度目[22]
- 毎回三振：ヤクルト ※史上9度目

第2戦
- 初登板初完封勝利：高橋奎二（9回無失点）※史上13人目
- 公式戦で完封勝利の経験がない選手が日本シリーズで完封勝利：高橋奎二 ※55年ぶり2人目[26]
  - 初登板では史上初[26]
- 両チーム共に長打0 ※史上6度目

第3戦
- 兄弟での登板：A.スアレス（弟のR.スアレスも2019年に登板）※史上3組目、外国人では初[49]

第4戦
- 40代投手の登板：石川雅規 ※史上7人目[29]
- 40代の投手が勝利投手：石川雅規 ※史上2人目、セ・リーグの投手では史上初[29]
- 両先発の年齢差が18歳5か月（ヤクルト：石川雅規〈41歳10か月〉、オリックス：山崎颯一郎〈23歳5か月〉）※史上2番目の年齢差[29]

第5戦
- 代打本塁打：A.ジョーンズ ※史上30人目（32度目）
- 最終回に代打で決勝本塁打：A.ジョーンズ（9回表に代打で左越ソロ）※史上3人目[34]

第6戦
- 試合時間：5時間00分 ※歴代2位の長時間試合[36]、12回制では史上最長
- 2桁奪三振：山本由伸 ※史上22人目、球団史上初[39]

シリーズ
- シリーズ2本の代打本塁打：オリックス（S.モヤ〈第1戦・7回裏〉、A.ジョーンズ〈第5戦・9回表〉）※51年ぶり2度目[34]
  - 2人の代打本塁打は史上初[34]
- シリーズ20奪三振：山本由伸 ※史上12人目、球団史上2人目[39]
- 盗塁企図0 : 盗塁が記録されなかったのは、2014年の日本シリーズ以来2度目だが、企図もなかったのは史上初。

上記出典の記載のないものは、NPB公式サイトを出典としている。

## 始球式
- 第1戦：オリックス・バファローズジュニアチーム[51]
- 第2戦：吉高由里子（女優、三井住友銀行CMキャラクター）[51]
- 第3戦：真中満（元ヤクルト監督）[52]
- 第4戦：村山浩（パラバドミントン選手、SMBCグリーンサービス所属）[52]
- 第5戦：なし
- 第6戦：なし

## テレビ・ラジオ放送およびネット配信
日本シリーズはレギュラーシーズンとは異なり、（一社）日本野球機構管轄のため、あらかじめ放送権を指定されている。なお雨天順延の場合でも各戦のテレビ中継もスライドとなる。

### テレビ放送
第1戦（11月20日）
- フジテレビ系列（制作協力：関西テレビ・制作著作：フジテレビ）≪地上波≫[53][注 37]
  - 放送時間 18:00 - 21:59（65分延長）[54]
- NHK BS1≪BS≫[55]
  - 放送時間 17:50 - 22:07（21:49以降は102chで放送）
- フジテレビONE≪有料CS≫[56]
  - 放送時間：18:00 - 22:03

第2戦（11月21日）
- テレビ東京系列（制作協力：テレビ大阪[注 38]・製作著作：テレビ東京）≪地上波≫[57][注 39]
  - 放送時間 18:00 - 21:10（10分延長）
- NHK BS1≪BS≫[55]
  - 放送時間 17:50 - 21:15（34分早終了）

第3戦（11月23日）
- テレビ朝日系列（制作著作：テレビ朝日）≪地上波≫[58]
  - 放送時間 17:50 - 21:54[注 40]（57分延長[注 41]。勝利監督インタビューは後続の『報道ステーション』内で放送）
- NHK BS1≪BS≫[55]
  - 放送時間 17:50 - 22:08（21:49以降は102chで放送）
- テレ朝チャンネル2≪有料CS≫[59]
  - 放送時間 17:50 - 22:15

第4戦（11月24日）
- フジテレビ系列（制作著作：フジテレビ）≪地上波≫[53][注 37]
  - 放送時間 18:00 - 20:59（5分延長）
- NHK BS1≪BS≫[55]
  - 放送時間 17:45 - 21:15（34分早終了）
- フジテレビONE≪有料CS≫[56]
  - 放送時間：18:00 - 21:08

第5戦（11月25日）
- フジテレビ系列（制作著作：フジテレビ）≪地上波≫[53]
  - 放送時間 18:00 - 21:29（35分延長）
- NHK BS1≪BS≫[55]
  - 放送時間 17:50 - 21:40（9分早終了）
- フジテレビONE≪有料CS≫[56]
  - 放送時間：18:00 - 21:34

第6戦（11月27日）
- TBS系列（制作協力:TBSスパークル、毎日放送・製作著作:TBS）≪地上波≫[60]
  - 放送時間 17:51 - 23:20[注 42]（140分延長）[61][62][63]
- NHK BS1≪BS≫[55]
  - 放送時間 17:50 - 23:36（23:30以降は102chで放送）
- TBSチャンネル2≪有料CS≫[64]
  - 放送時間 11月28日 3:30 - 8:00（録画中継）

打ち切りとなった試合
- 第7戦（11月28日）が開催されていた場合には、フジテレビ系列≪地上波≫・NHK BS1≪BS≫・フジテレビONE≪有料CS≫で放送予定だった。

#### 今大会の視聴率
- 今大会のテレビ中継における平均視聴率については以下の通り[65][66][67][68][69][70][71][72][73]。
  - 関東地区（ビデオリサーチ調べ、関東地区・リアルタイム）
    - 第1戦：世帯:8.6%、個人:5.1%（フジテレビ）
    - 第2戦・前半（18:00 - 18:50）：世帯:4.9%、個人:3.0%（テレビ東京）
    - 同・後半（19:00 - 21:10）：世帯:7.3%、個人:4.4%（テレビ東京）
    - 第3戦：世帯:9.3%、個人:5.6%（テレビ朝日）
    - 第4戦：世帯:7.2%、個人:4.1%（フジテレビ）
    - 第5戦：世帯:8.1%、個人:4.7%（フジテレビ）
    - 第6戦：世帯:12.4%、個人:7.2%（TBS）

  - 関西地区（ビデオリサーチ調べ、関西地区・世帯・リアルタイム）
    - 第1戦：世帯:12.2%、個人:7.0%（関西テレビ）
    - 第2戦・前半（18:00 - 18:50）：世帯:6.5%、個人:3.5%（テレビ大阪）
    - 同・後半（19:00 - 21:10）：世帯:8.4%、個人:4.8%（テレビ大阪）
    - 第3戦：世帯:12.5%、個人:7.7%（朝日放送テレビ）
    - 第4戦：世帯:11.2%、個人:6.0%（関西テレビ）
    - 第5戦：世帯:12.5%、個人:7.5%（関西テレビ）
    - 第6戦：世帯:18.0%、個人:11.2%（毎日放送）
- なお、瞬間最高視聴率は以下の通り。
  - 第5戦（フジテレビ系列）[74]
    - 関東地区：12.8%（21時19分、フジテレビ。ビデオリサーチ調べ、関東地区・世帯視聴率・リアルタイム）
    - 関西地区：19.6%（21時19分、関西テレビ。ビデオリサーチ調べ、関西地区・世帯視聴率・リアルタイム）

### ラジオ放送
- NHKラジオ第1は全試合を全国放送で中継（途中ニュース中断あり）。
- 民放ラジオ局では、パ・リーグ（オリックス）側ホームゲームとセ・リーグ（ヤクルト）側ホームゲームの中継の制作を、NRN基幹局のニッポン放送・文化放送と、オリックスの地元局であるMBSラジオ・朝日放送ラジオ（2局ともNRN準基幹局でJRNとのクロスネット局）で以下のように分担。中日ドラゴンズ（セ・リーグ）の地元にあるNRNシングルネット局の東海ラジオや、JRNとのクロスネット局である西日本放送・山口放送・大分放送でもニッポン放送・朝日放送ラジオ制作分中継の同時ネットを実施した。
  - パ・リーグ側ホームゲーム（第1・第2戦を京セラドーム大阪、第6戦をほっともっとフィールド神戸で開催）
    - MBSラジオ：関西ローカル向けに制作（自社のみで放送）
    - ニッポン放送：関東ローカル向けに制作（MBSラジオからの制作協力で自社でのみ放送）
    - 朝日放送ラジオ：文化放送・NRN系列局への裏送り向けに中継を制作（「朝日放送ラジオ - 文化放送 - NRN」のパターンで放送）

  - セ・リーグ側ホームゲーム（第3 - 5戦を東京ドームで開催）
    - 文化放送：関東ローカル向けに制作（自社でのみ放送）
    - ニッポン放送：MBSラジオ・NRN系列局向けに制作（「ニッポン放送 - MBSラジオ - NRN」のパターンで放送）
- MBSラジオは、毎日放送がラジオ・テレビ兼営体制の下で保有していたラジオ放送事業・免許やNRN/JRNへの加盟資格を2021年4月1日付で承継した株式会社で、承継後初めて日本シリーズ中継の制作・放送業務に携わった。
- 朝日放送ラジオはオリックス・バファローズ（パ・リーグ）の地元局ではあるが、MBSラジオが「新日本放送」の社名で開局した1951年から出場球団に関わらず日本シリーズの中継を毎年放送しているのに対して、朝日放送ラジオでは阪神が出場しない年の日本シリーズはすべて放送しない方針を2019年から打ち出している。本シリーズについては、パ・リーグ側のホームゲームにおけるNRN中継担当局として、オリックスのホームゲーム（第1・2・6戦）の裏送り中継を制作するだけで、自社では日本シリーズ中継を一切放送しなかった。
- 東京ドームでの巨人主催試合の中継権を保有するラジオ日本は、巨人が日本シリーズへ進出した前年（2020年）に続いて、シリーズ中継の放送や自社制作を完全に見合わせている。
- 放送対象地域にNPB球団の本拠地があるNRN・JRN加盟局では、朝日放送ラジオ以外にも、地元の球団が本シリーズへ出場しないことなどを理由に、以下の局でシリーズの中継を放送しない方針を立てている（○はNRNシングルネット局／◎はNRN・JRNクロスネット局／●はNPBの公式戦中継におけるJRNシングルネット局）。
  - 北海道放送●・STVラジオ○（北海道日本ハムファイターズ）
  - 東北放送◎（東北楽天ゴールデンイーグルス）
  - CBCラジオ●（中日ドラゴンズ）
    - 放送対象地域がCBCと重なる東海ラジオでは、中日が日本シリーズへ出場できなかった2012年から2019年まで、対戦カードにかかわらず全試合で中継を放送していた。2020年には放送を見合わせていたが、本シリーズでは中日が出場していないにもかかわらず、『東海ラジオ　ガッツナイタースペシャル』として中継の放送を再開。

  - 中国放送◎（広島東洋カープ）
  - RKB毎日放送●・九州朝日放送○（福岡ソフトバンクホークス）

第1戦（11月20日）
- NHKラジオ第1≪全国放送≫
  - 放送時間 18:00 - 18:50、19:20 - 22:05（18:50 - 19:20はニュース中断）
- MBSラジオ≪関西ローカル≫
  - 放送時間 17:59 - 22:10
- ニッポン放送≪関東ローカル≫
  - 放送時間 17:40 - 22:30
- 朝日放送ラジオ制作≪NRNネット・自社では放送せず≫
  - ネット局：文化放送（18:00 - 22:20）、東海ラジオ（18:00 - 22:25）、山口放送（18:20 - 21:30）、西日本放送（18:00 - 22:00）、大分放送（19:00 - 22:00）

第2戦（11月21日）
- NHKラジオ第1≪全国放送≫
  - 放送時間 18:00 - 18:50、19:20 - 21:15（18:50 - 19:20はニュース中断）
- MBSラジオ≪関西ローカル≫
  - 放送時間 17:59 - 21:15
- ニッポン放送≪関東ローカル≫
  - 放送時間 17:30 - 21:20
- 朝日放送ラジオ制作≪NRNネット・自社では放送せず≫
  - ネット局：文化放送（17:50 - 21:30）、東海ラジオ（18:00 - 21:25）、山口放送・西日本放送（共に18:00 - 22:00）、大分放送（19:00 - 22:00）

第3戦（11月23日）
- NHKラジオ第1≪全国放送≫
  - 放送時間 18:00 - 18:50、19:20 - 22:05（18:50 - 19:20はニュース中断）
- ニッポン放送≪NRNネット・ネット局：MBSラジオ、東海ラジオ、西日本放送、山口放送、大分放送≫
  - 放送時間 17:30（MBSラジオは17:54） - 22:10

（東海ラジオは18:00、西日本放送は18:15、山口放送は18:20、大分放送は19:00） - 22:00
- 文化放送≪関東ローカル≫
  - 放送時間 17:50 - 22:10

第4戦（11月24日）
- NHKラジオ第1≪全国放送≫
  - 放送時間 18:00 - 18:50、19:30 - 21:00（18:50 - 19:30はニュース中断）
- ニッポン放送≪NRNネット・ネット局：MBSラジオ、東海ラジオ、西日本放送、山口放送、大分放送≫
  - 放送時間 17:30 - 21:20

（MBSラジオは17:54、西日本放送は18:15、山口放送は18:20、大分放送は19:00） - 21:15（東海ラジオは18:00 - 21:00）
- 文化放送≪関東ローカル≫
  - 放送時間 17:50 - 21:10

第5戦（11月25日）
- NHKラジオ第1≪全国放送≫
  - 放送時間 18:00 - 18:50、19:30 - 21:40（18:50 - 19:30はニュース中断）
- ニッポン放送≪NRNネット・ネット局：MBSラジオ、東海ラジオ、西日本放送、山口放送、大分放送≫
  - 放送時間 17:30（MBSラジオは17:54、西日本放送は18:15、山口放送は18:20、大分放送は19:00） - 21:40（東海ラジオは18:00 - 21:25）
    - 西日本放送・山口放送・大分放送は延長なし
- 文化放送≪関東ローカル≫
  - 放送時間 17:50 - 21:40

第6戦（11月27日）
- NHKラジオ第1≪全国放送≫
  - 放送時間 18:00 - 18:50、19:20 - 23:35（18:50 - 19:20はニュース中断）
- ニッポン放送≪関東ローカル≫
  - 放送時間 17:40 - 23:30
- MBSラジオ≪関西ローカル≫
  - 放送時間 17:59 - 23:35
- 朝日放送ラジオ制作≪NRNネット・自社では放送せず≫
  - ネット局：文化放送（18:00 - 23:30）、東海ラジオ（18:00 - 23:30）、西日本放送（18:00 - 22:00）、山口放送（18:20 - 21:30）、大分放送（19:00 - 22:00）

打ち切りとなった試合
- 第7戦（11月28日）が開催されていた場合には、NHKラジオ第1≪全国放送≫・ニッポン放送≪関東ローカル≫・MBSラジオ≪関西ローカル≫・朝日放送ラジオ制作≪NRNネット・自社では放送せず。ネット局[注 43]：文化放送、東海ラジオ、西日本放送、大分放送≫で放送予定だった。

### ネット配信
第1戦・第4戦・第5戦
- フジテレビONEsmart

第2戦・第6戦
- Paravi

第3戦
- ABEMA

打ち切りとなった試合
- 第7戦（11月28日）が開催されていた場合には、フジテレビONEsmartで配信予定だった。

注意事項
- 本大会は（一社）日本野球機構管轄である関係上、DAZNおよびパ・リーグTVでの日本シリーズの配信は行われなかった。